# Parc national de Koh Lanta

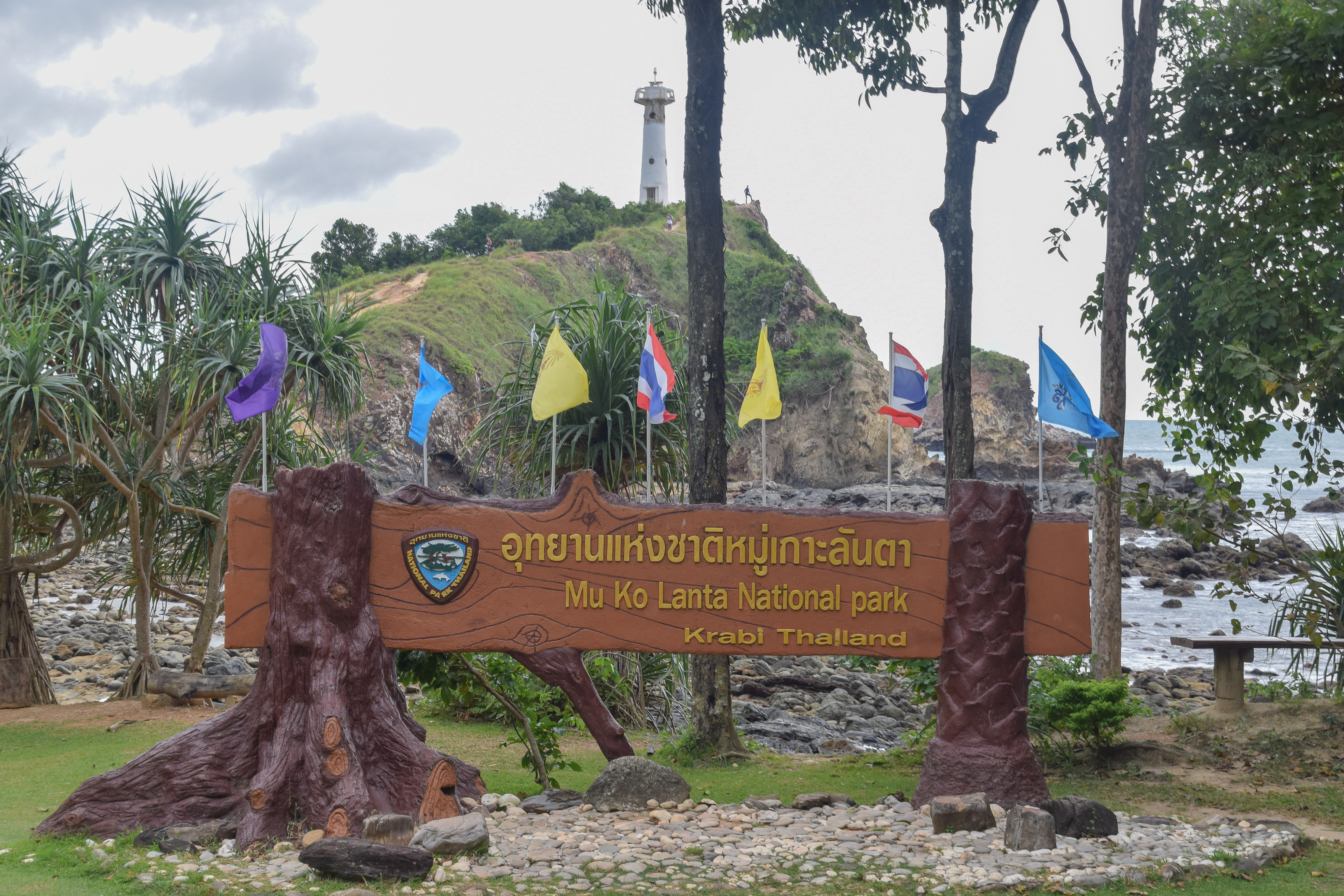

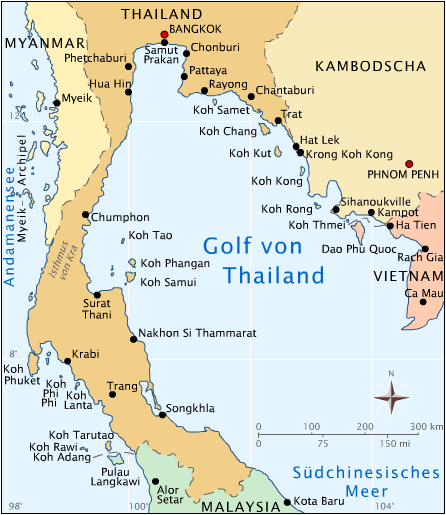
Koh Lanta et les principales îles thaïlandaises de la mer d'Andaman et du golfe de Thaïlande.

Le parc national de Ko Lanta ou parc national de Mu Ko Lanta (thaï : อุทยานแห่งชาติหมู่เกาะลันตา) a été créé en 1990.
Il est situé au sud de la Thaïlande dans la province de Krabi, dans la mer d'Andaman. Sa superficie est de 134 km2.
C'est à 81 % un espace maritime (environ 108,5 km2) et à 19 % un espace terrestre (environ 25,5 km2).

## Description
Le parc national est constitué du sud de la grande île de Ko Lanta (เกาะ ลันตา ใหญ่ ; sommet à 488 m ; l'île de Ko Lanta Yai est longue de 30 km sur 6 km de large) et d'archipels de petites îles et îlots montagneux calcaires aux pentes de 35 à 50 degrés.
Au Nord-Est de Ko Lanta se trouvent les petites îles Ko Mai Ngam (เกาะ ไม้งาม ), Ko Mai Ngam Tai (เกาะ ไม้งาม ใต้) et Ko Gnu (l'île des serpents ;เกาะ งู) et les îlots เกาะ บาตู et เกาะ ราปูพัง ...
À l'Est de Ko Lanta se trouvent Koh Talabeng (เกาะ ตะเล็งเบ็ง) et les îlots เกาะหนุ่ย, เกาะนกงั่ว (îlot des oiseaux...), เกาะ ผี (îlot des fantômes) ...
Au Sud-Ouest, à 11 km de Ko Lanta, il y a Ko Ngai (เกาะ ไหง ; 4 km de long et 2 km de large) et l'îlot Ko Ma (îlot du cheval ; เกาะ มา้)...
Au Sud, à 26 km de Ko Lanta, il y a  l'île de Ko Rok Nok (เกาะ รอก นอก ; sommet à 208 m ; possède une exceptionnelle source d'eau douce dans la baie d'Ao San Chao) et l'île de Ko Rok Nai (เกาะ รอก ใน ; sommet à 156 m)...
Au Sud-Ouest on trouve les îles Ko Ha (les 5 îles ; เกาะ ห้า); les minuscules îlots de Ko Hin Daeeng (rocher rouge ; เกาะ/กอง  หิน แดง) et Ko Hin Muang (rocher violet ; กอง หินม่วง) etc.

Ko Lanta et les petites îles du parc national
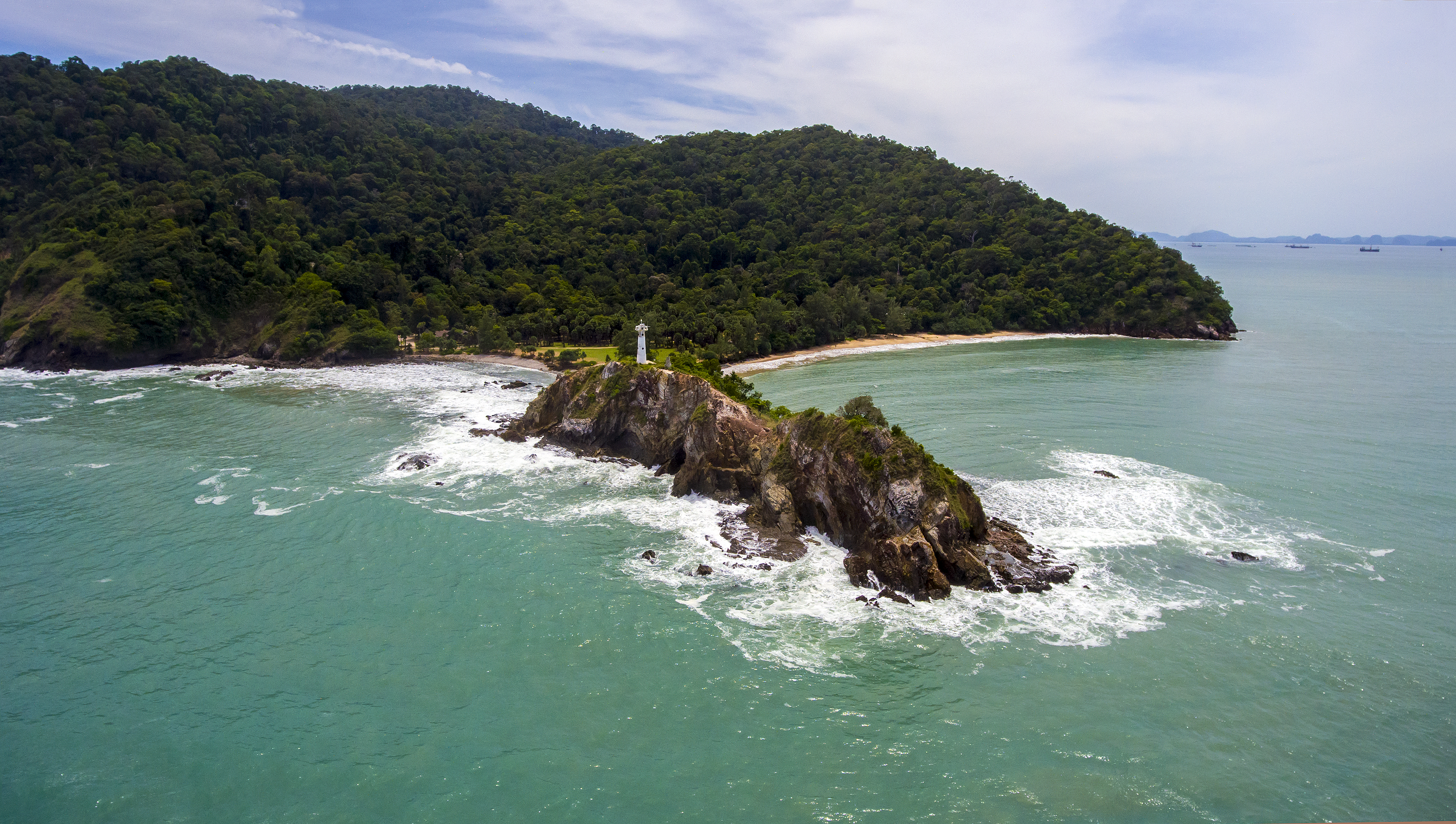
Cap Lamtanod (แหลม โตนด) et son phare au sud de l'île de Ko Lanta
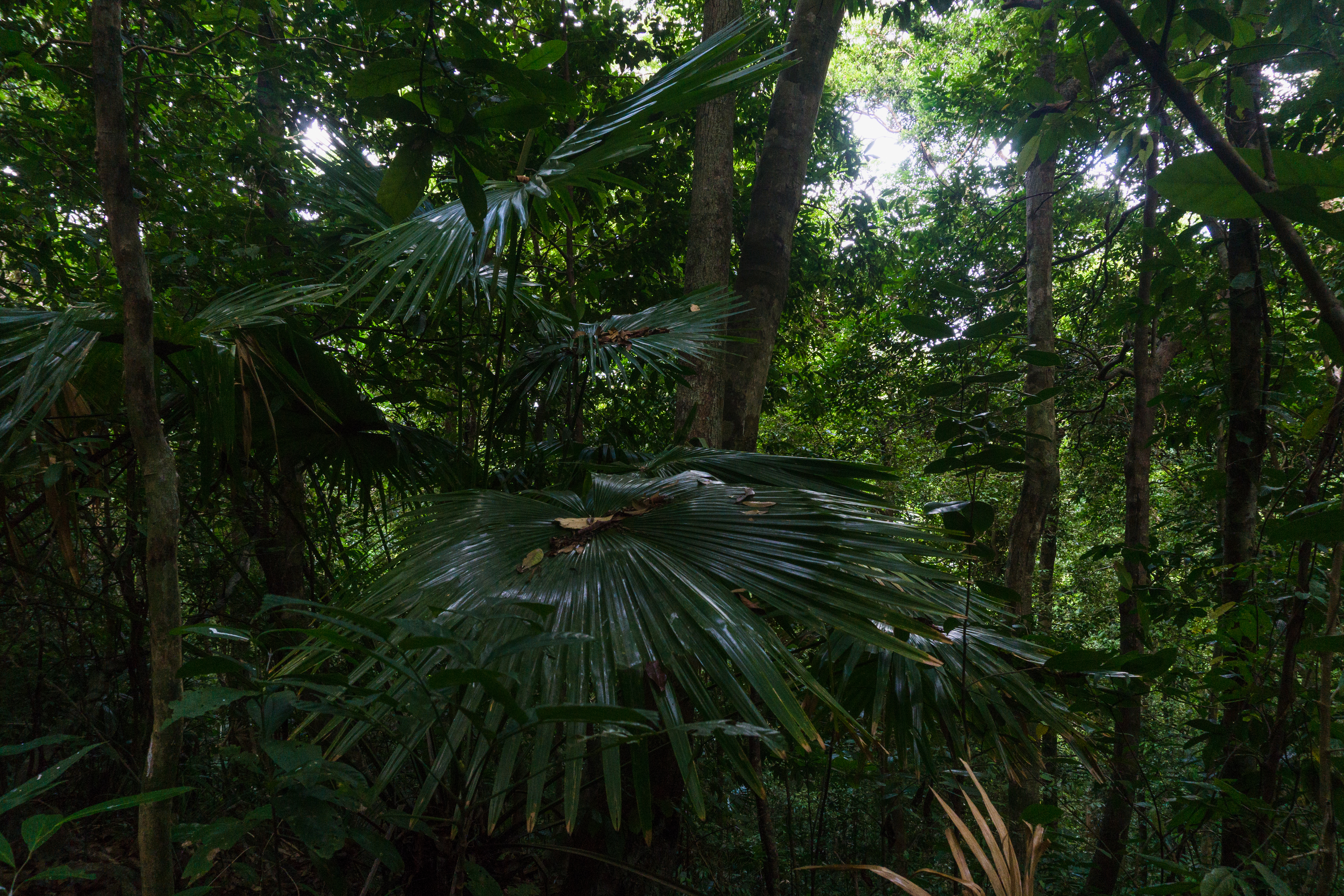
Forêt tropicale humide de Ko Lanta
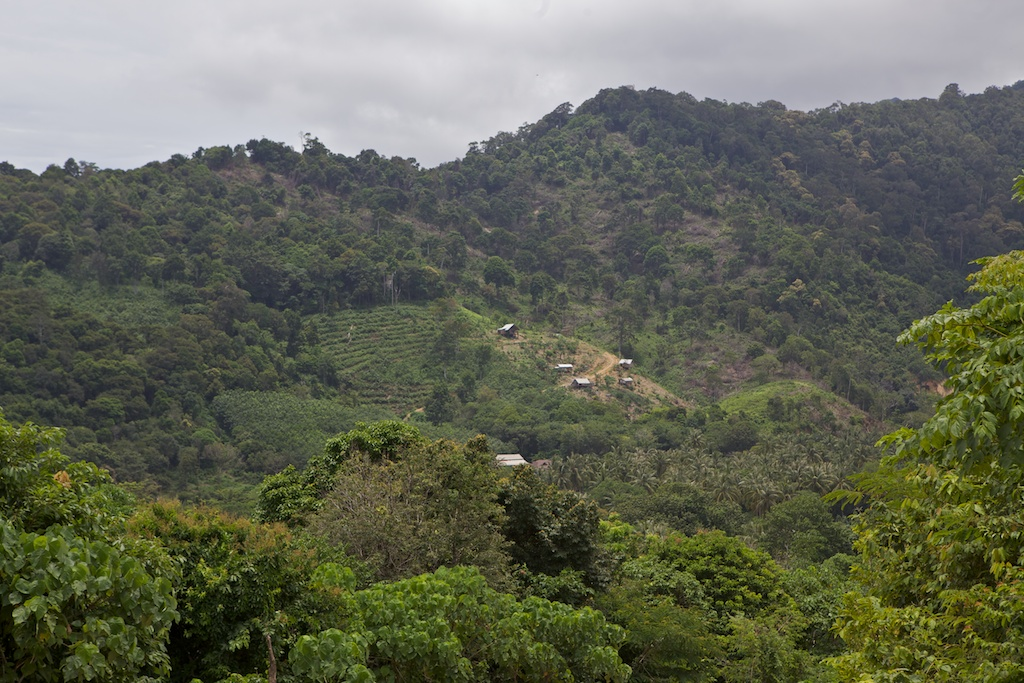
Début de déforestation dans le sud de l'île de Ko Lanta
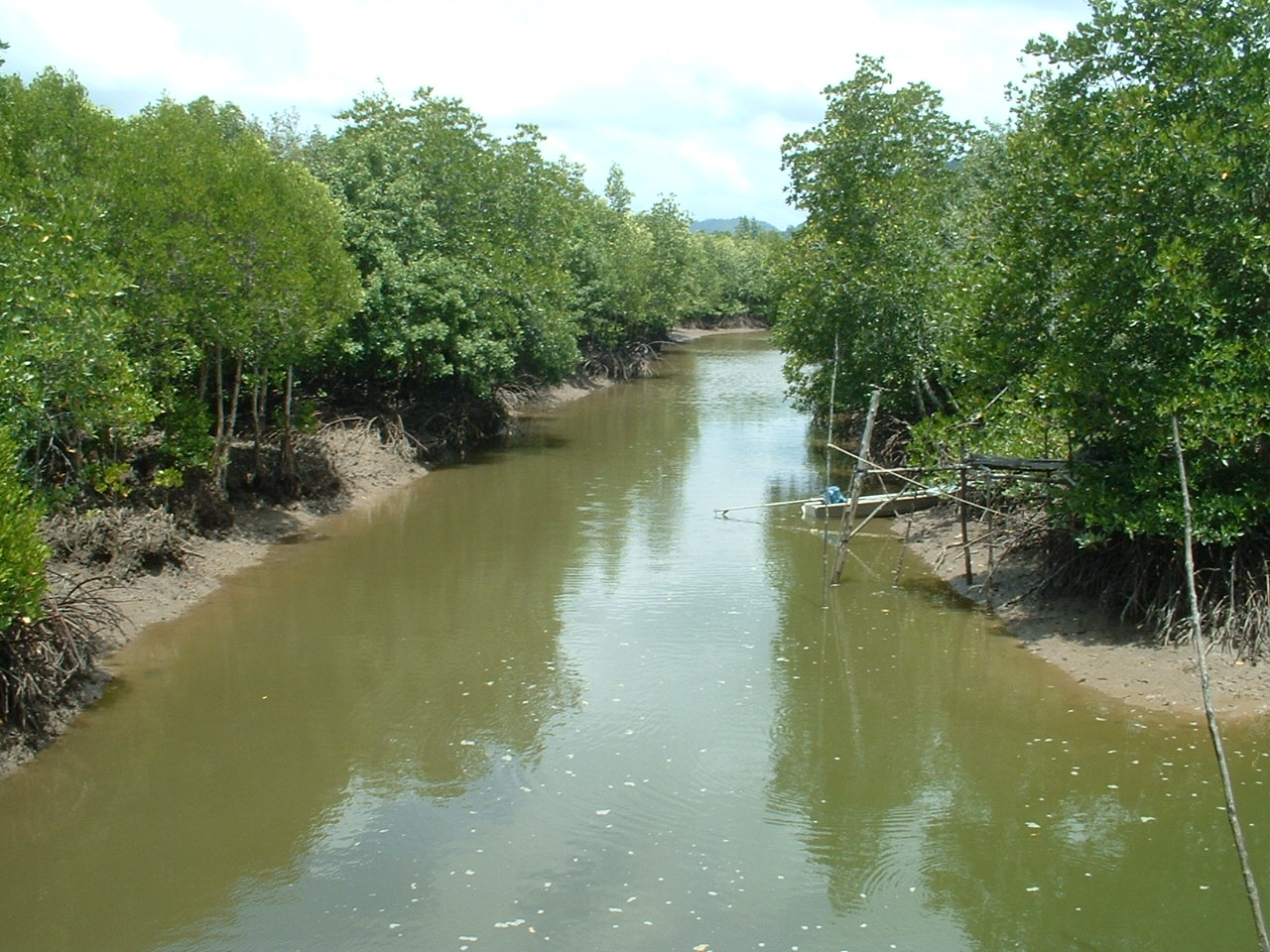
Mangrove à Ko Lanta
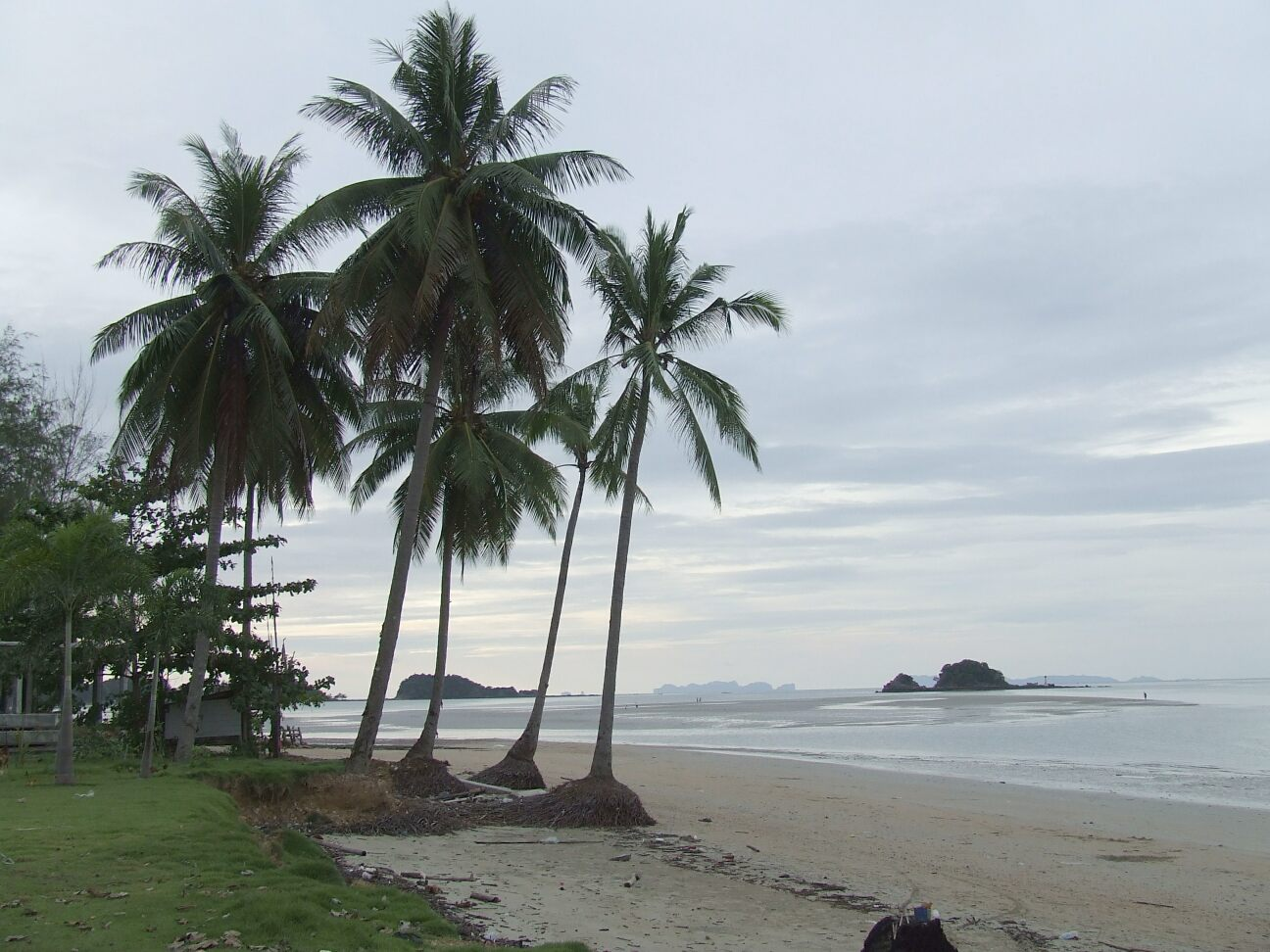
Plage à Ko Lanta
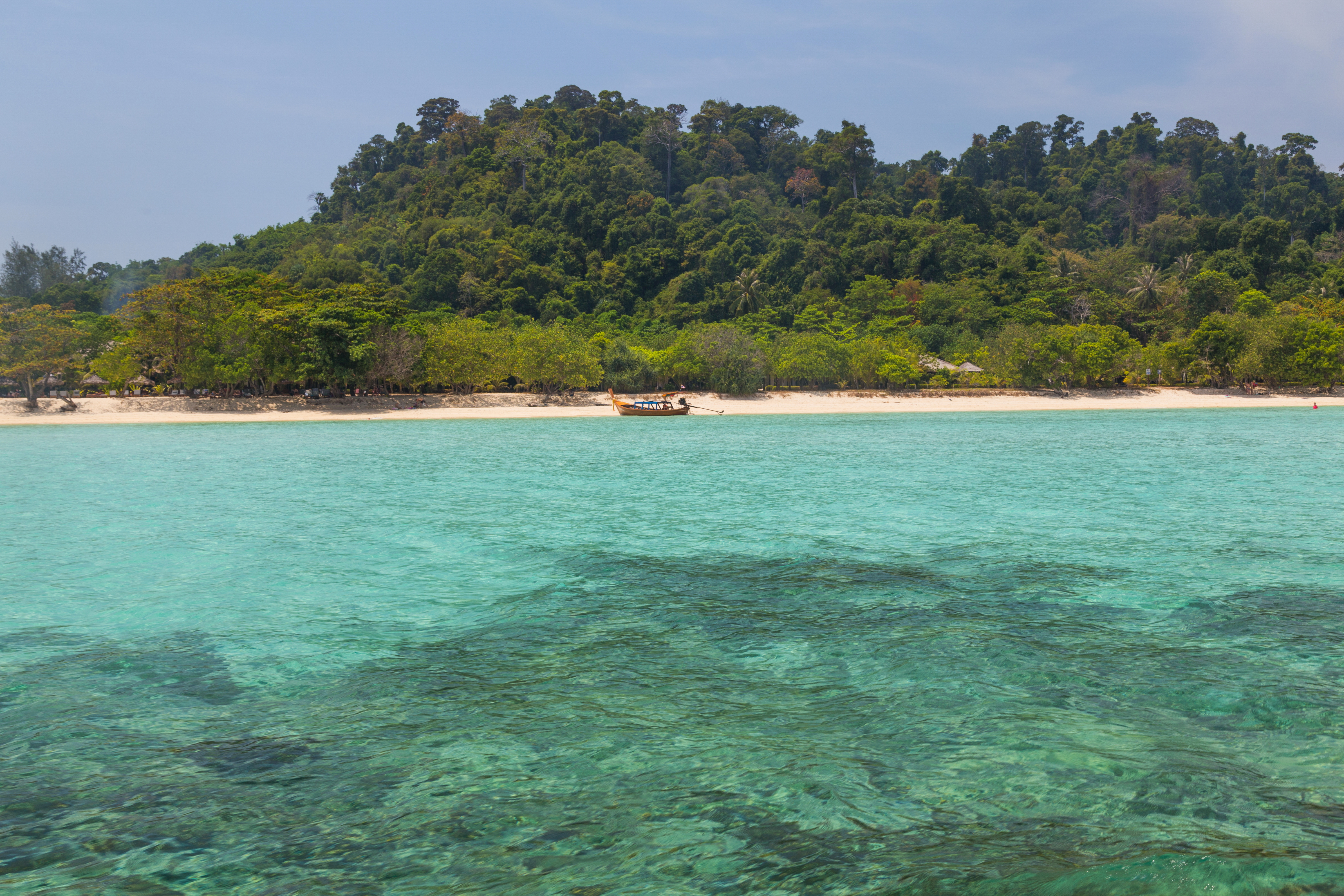
Île de Ko Ngai
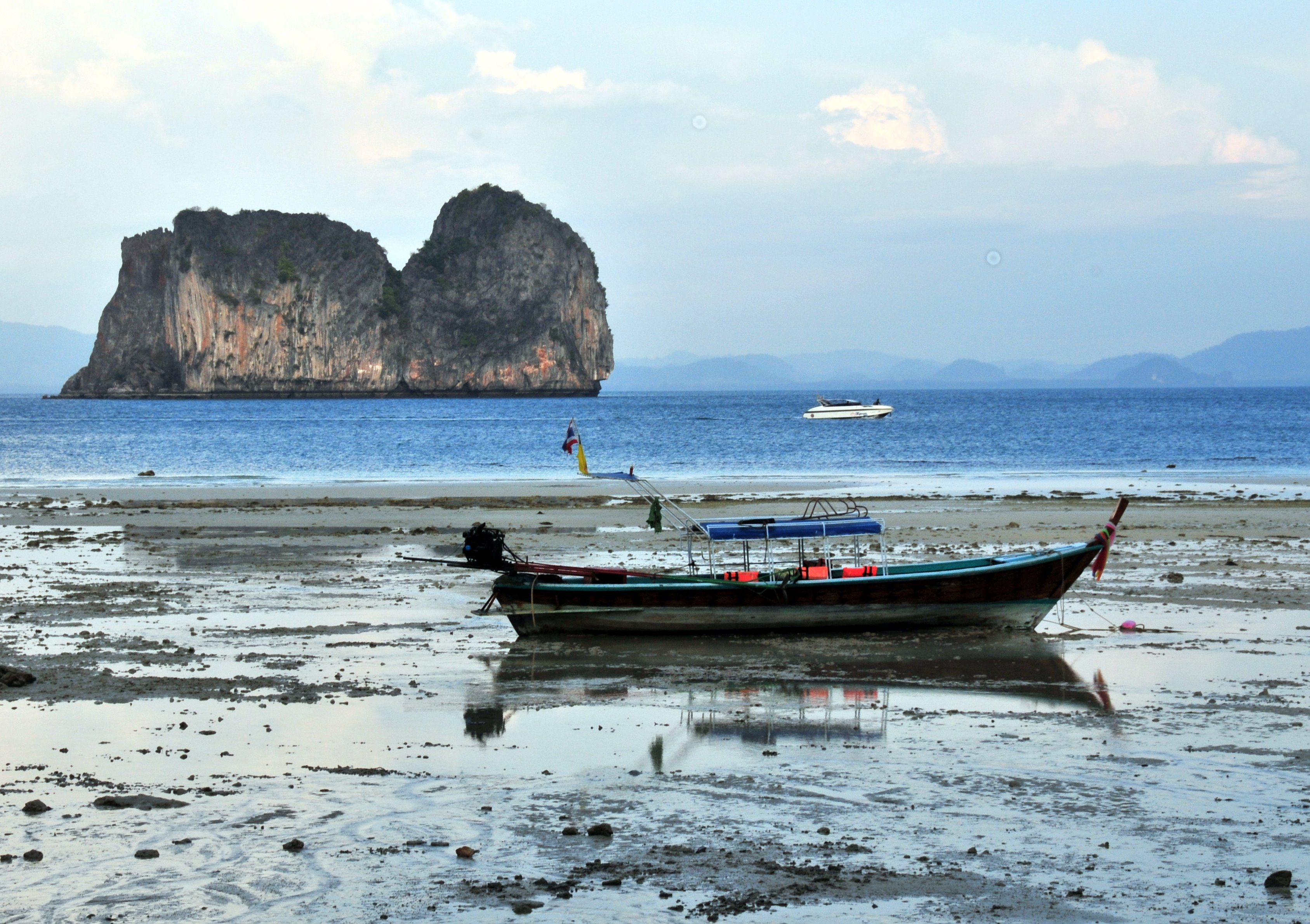
Îlot de Ko Ma vu depuis une plage de Ko Ngai
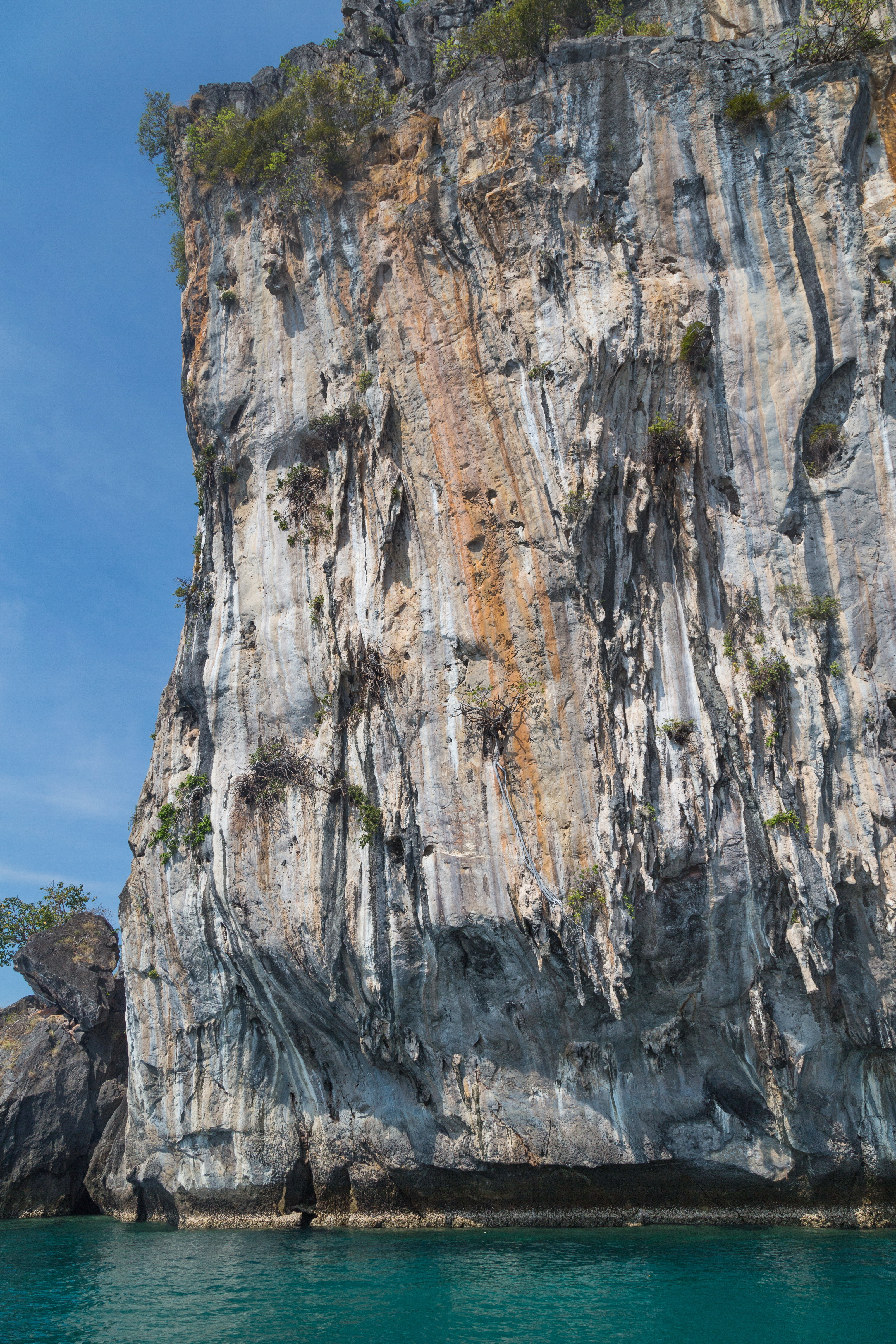
Falaise de l'îlot de Ko Ma
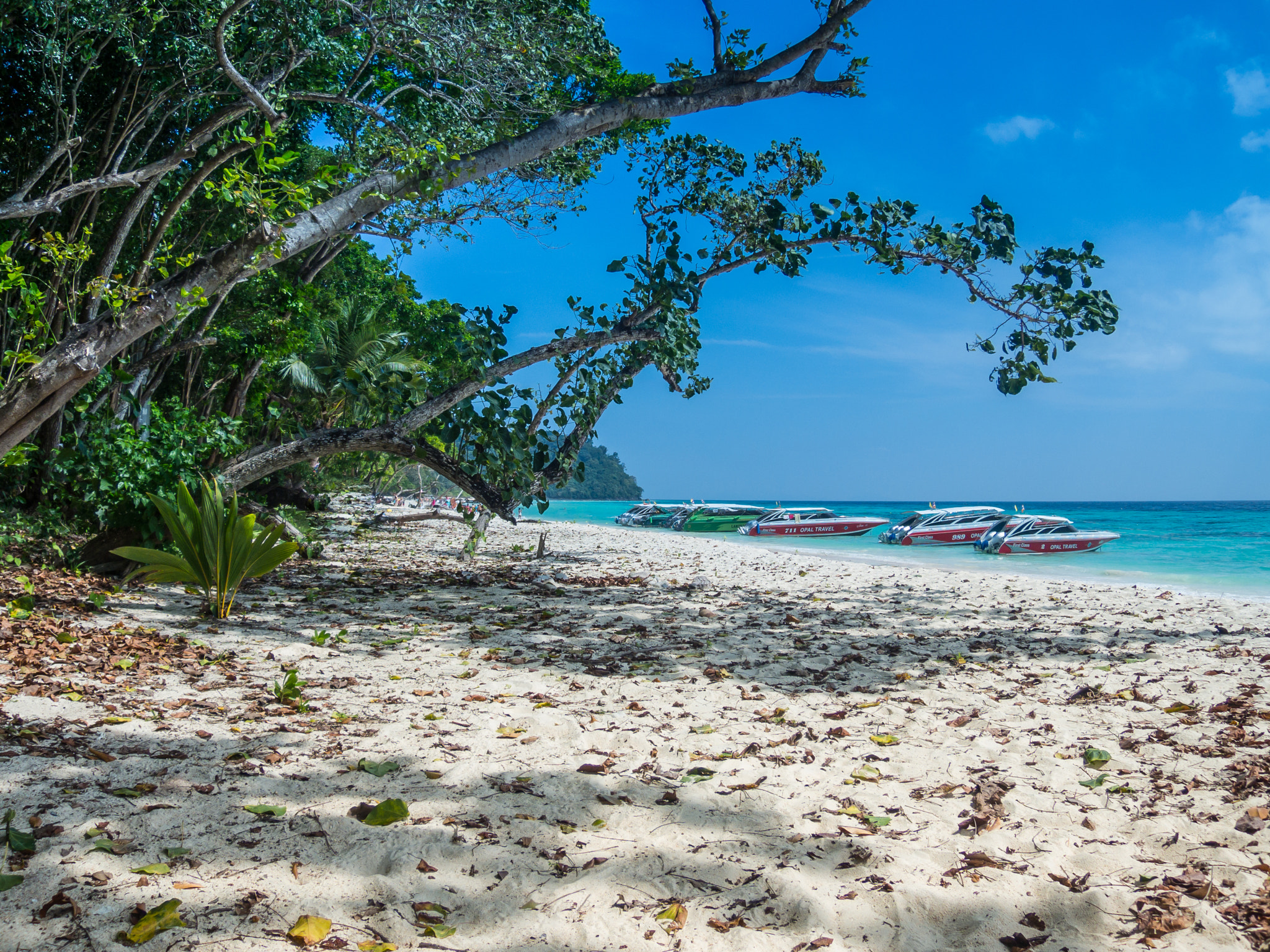
Plage à Ko Rok Yai
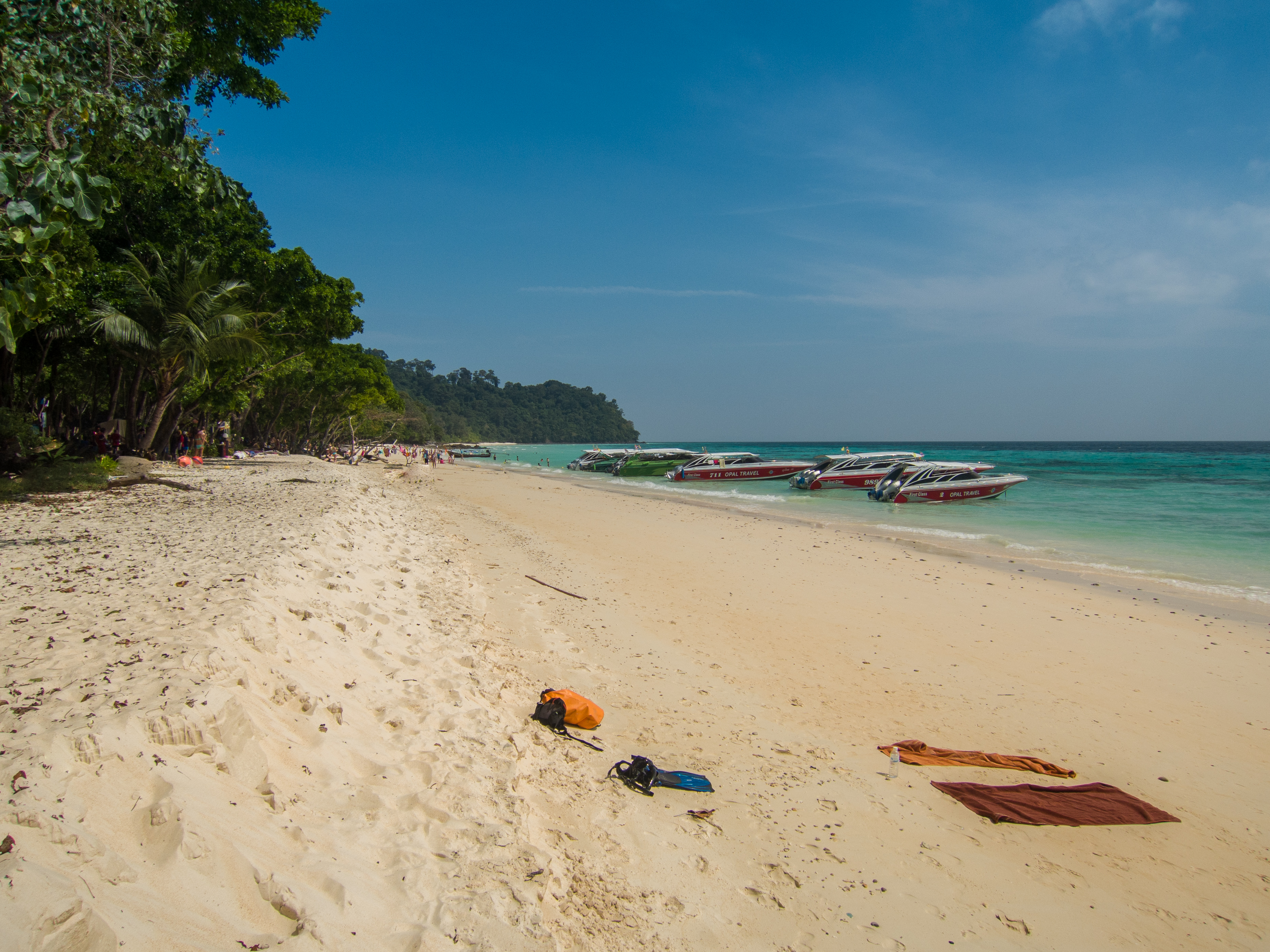
Plage à Ko Rok Yai
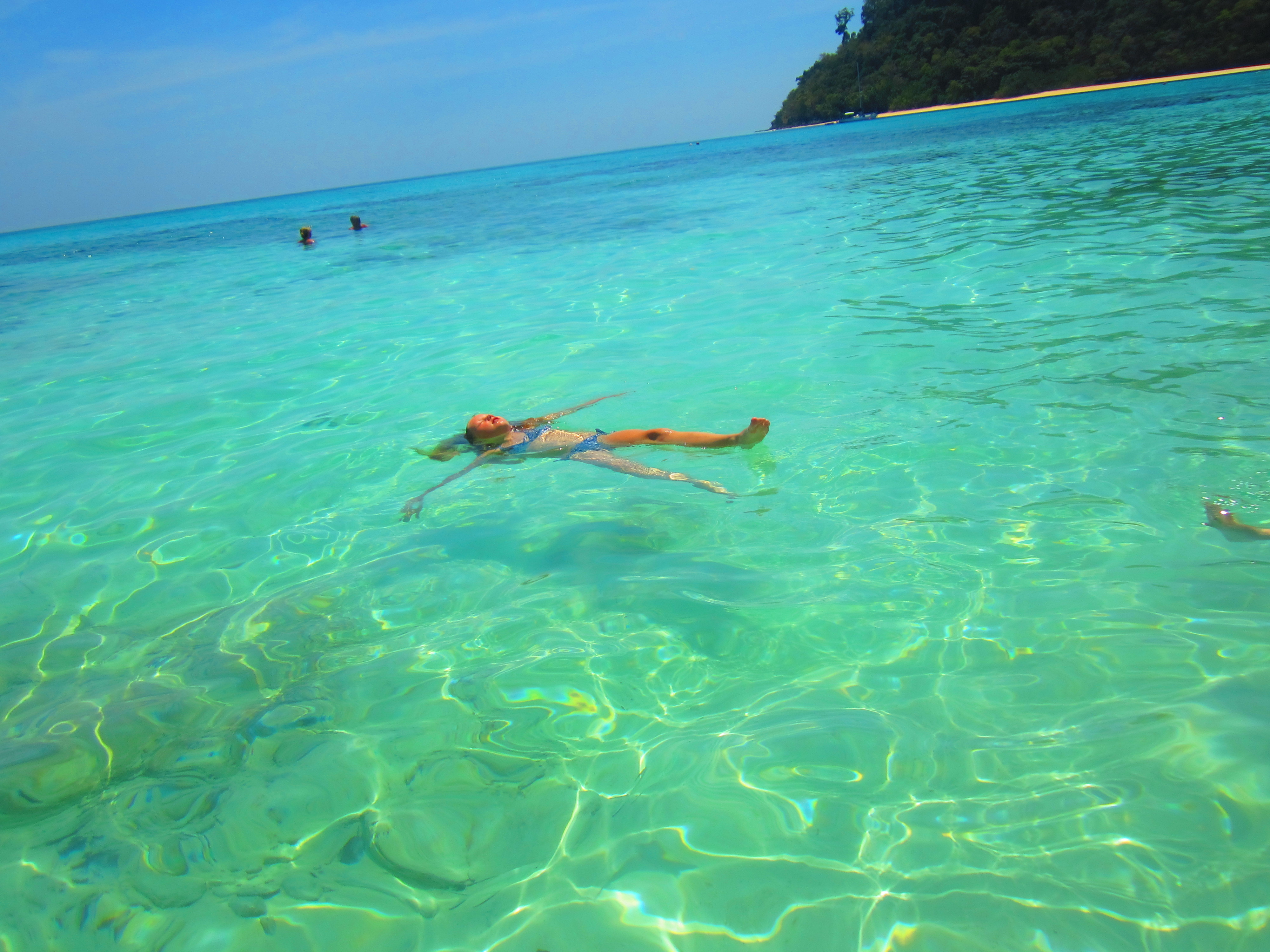
Ko Rok Nok
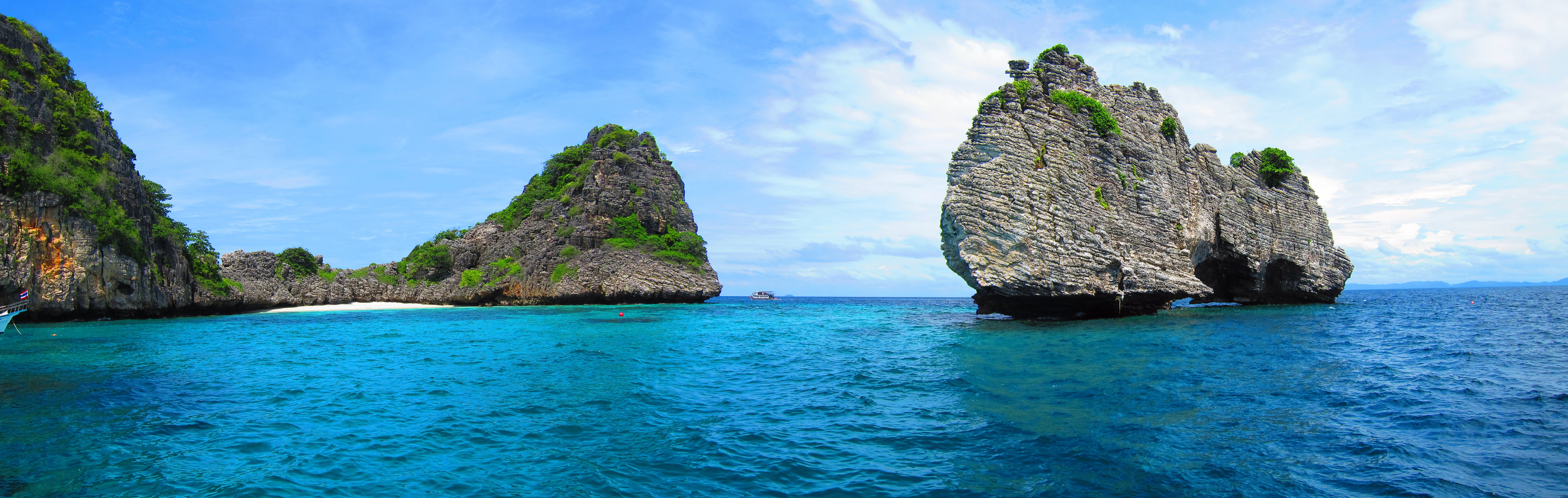
Vue des îles de Ko Ha
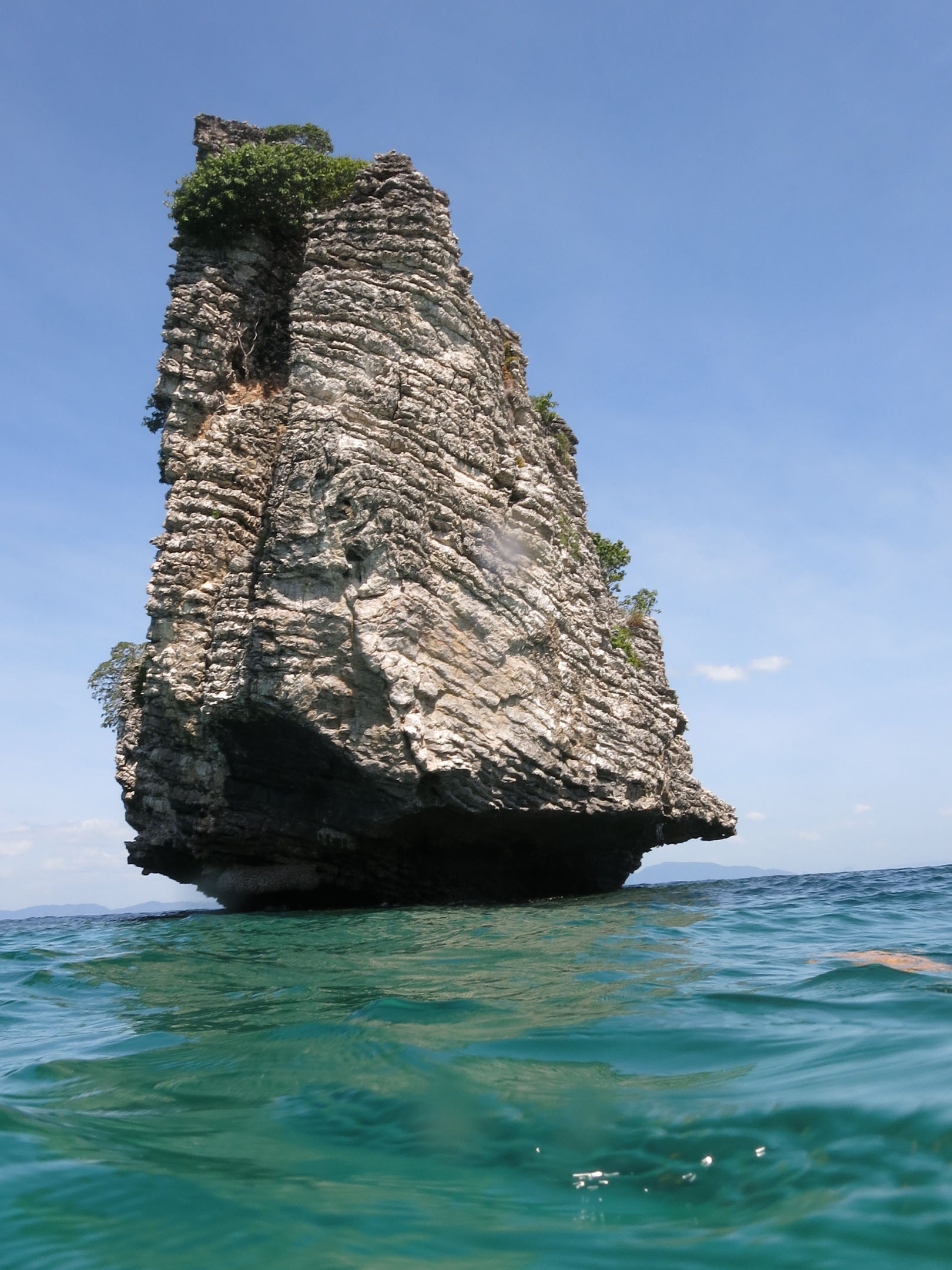
Îlot de Ko Ha
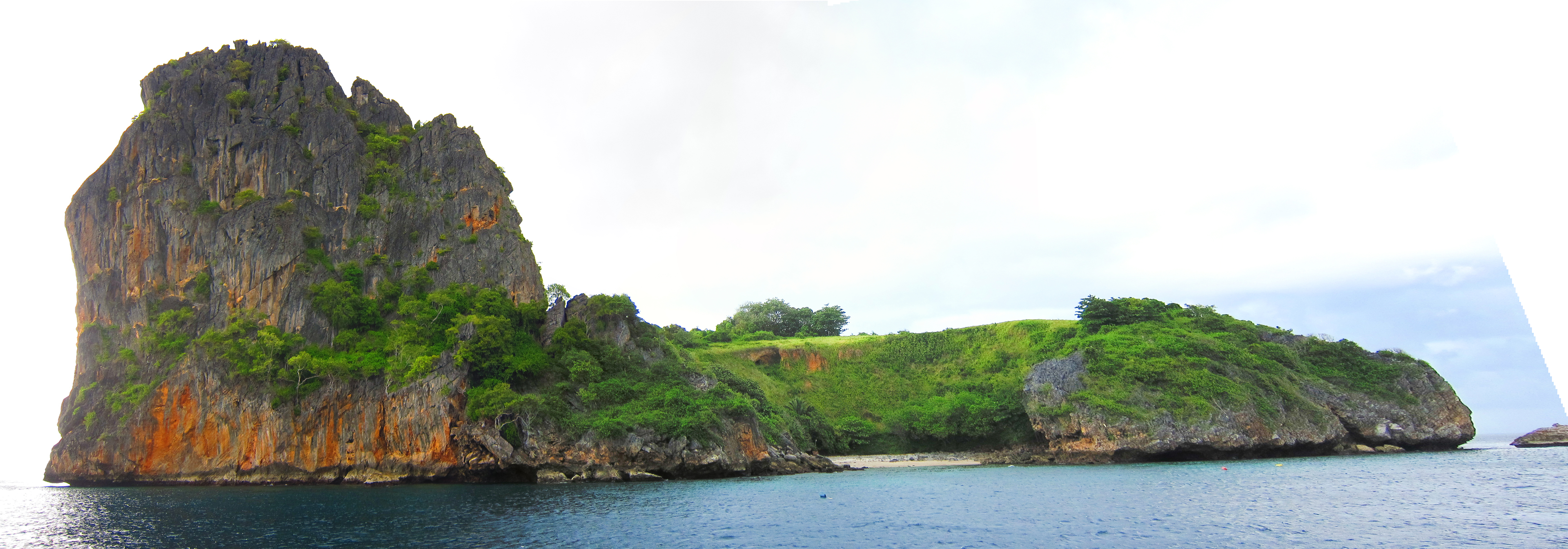
Île de Ko Ha
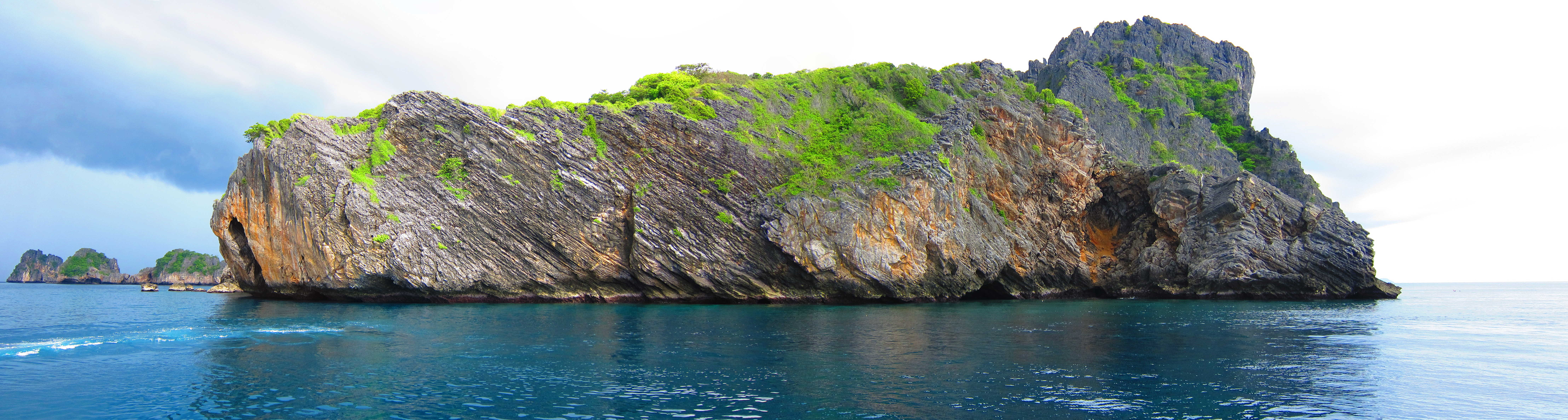
Île de Ko Ha

## Flore

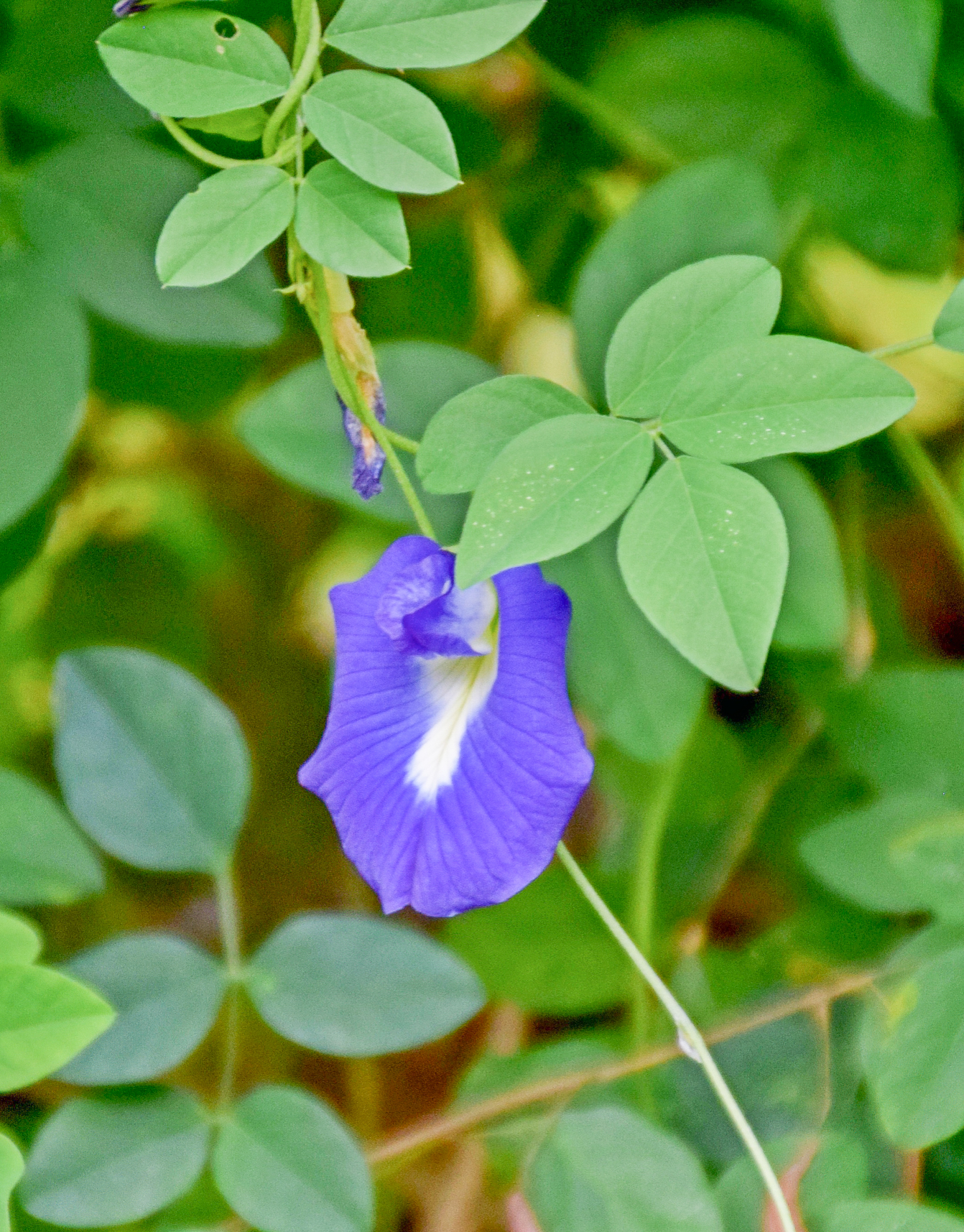
Clitoria ternatea à Koh Lanta

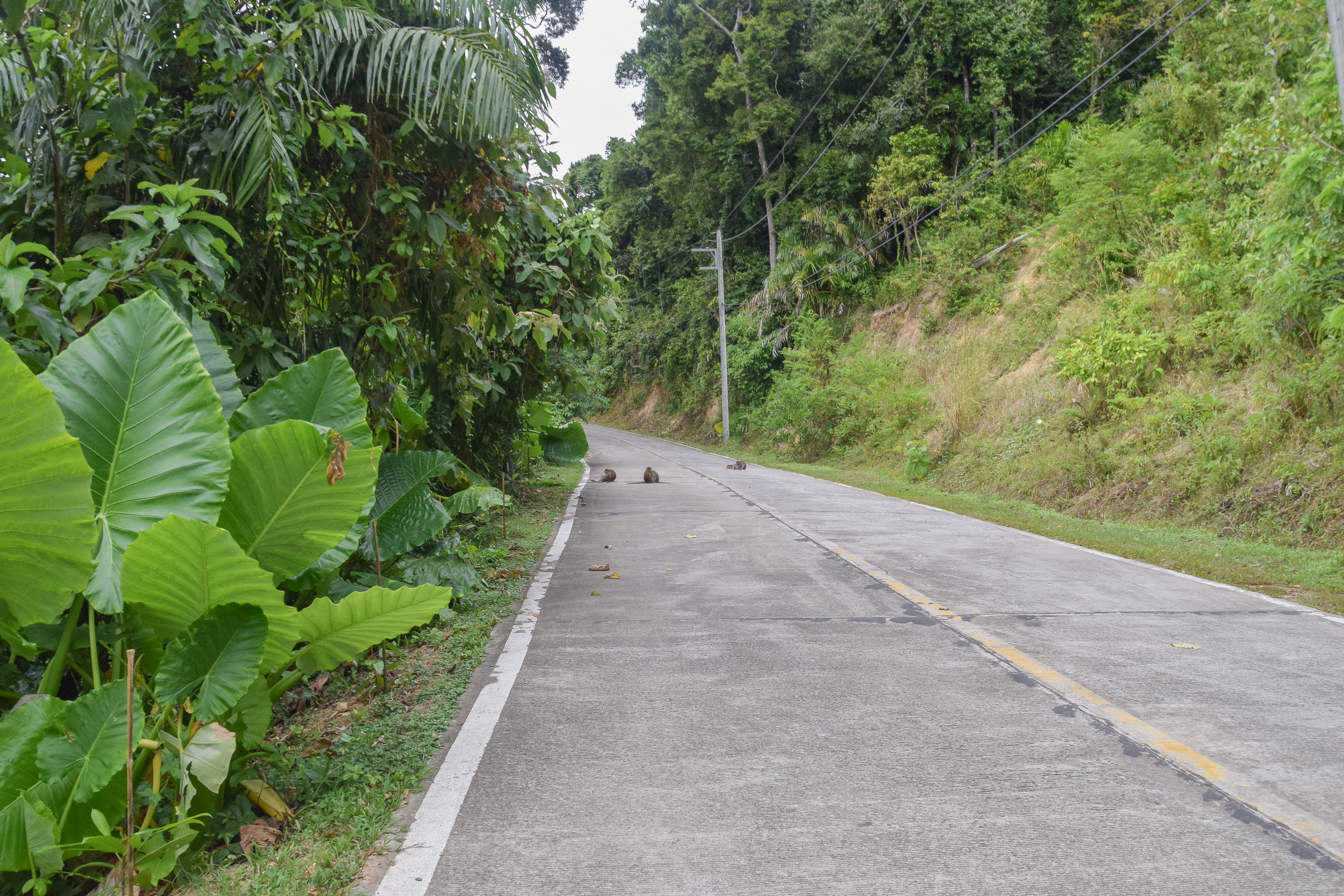
Route principale de Koh Lanta et forêt tropicale humide

Les îles du parc national de Ko Lanta abritent surtout des forêts tropicales humides (19,5 km2 des 25,5 km2 soit environ 80 % des terres émergées) aux nombreux cours d'eau permanents (khlong Chack, khlong Namchuet, khlong Ning...), situées essentiellement dans les monts karstiques au sud de Ko Lanta Yai et à Ko Ngai ; mais aussi quelques mangroves dans l'île de Ko Lanta et les petites îles du Nord-Est : Ko Mai Gnam, Ko Mai Gnam Tai et Ko Gnu ; et, uniquement sur l'île de Ko Lanta et l'île de Ngai, une petite forêt de bord de mer entre la plage et la forêt tropicale humide ; ainsi que des plages de rochers et de belles plages de sable blanc.

Sur les sols calcaires secs, ensoleillés, pauvres et minces de Ko Rok et Koh Ha, se trouve des arbres : figuier ficus racemosa ; dragonnier de Cochinchine ; euphorbia antiquorum etc.

Quelques arbres et palmiers de la forêt tropicale humide
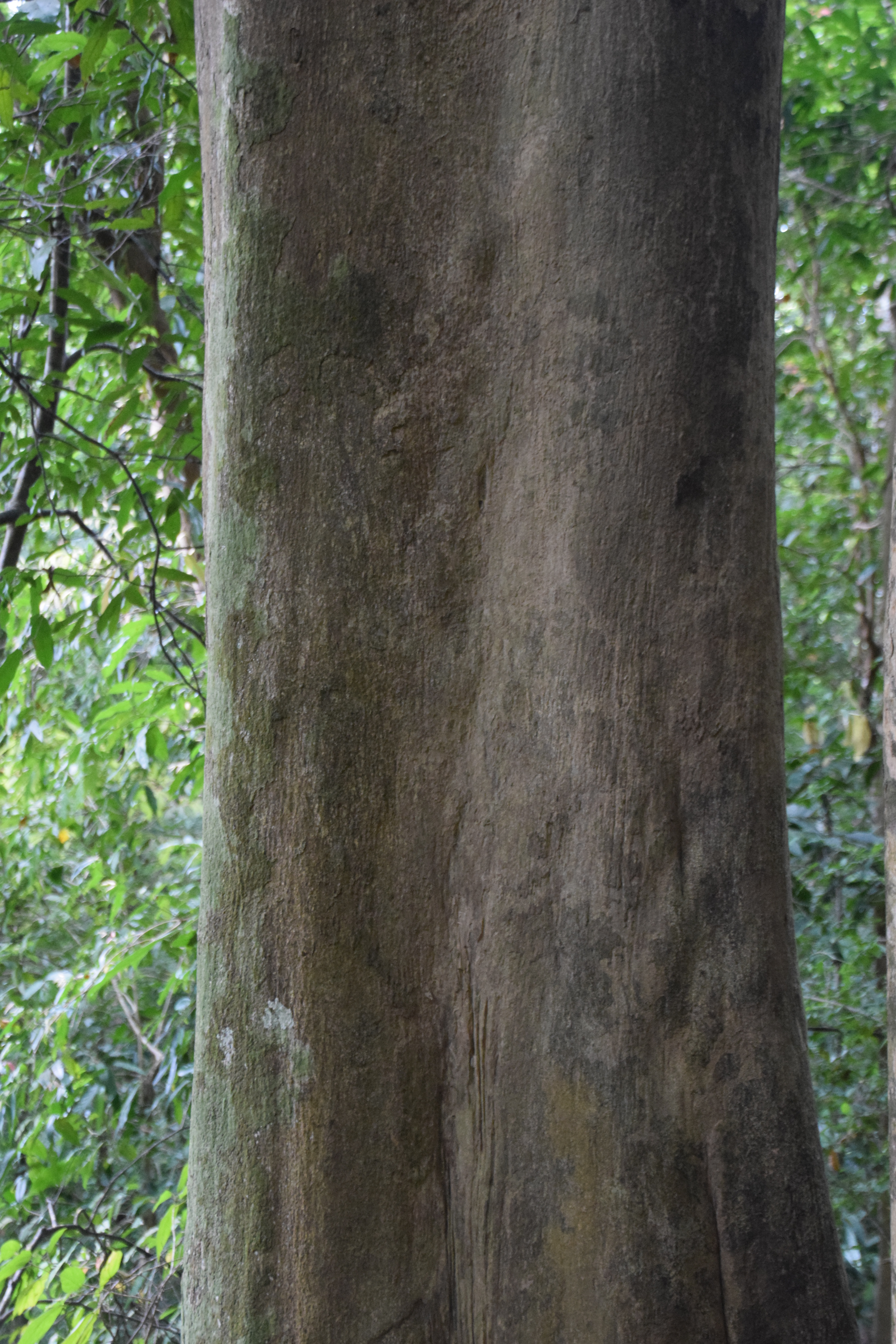
Tronc de Bois-parfum Aquilaria crassna
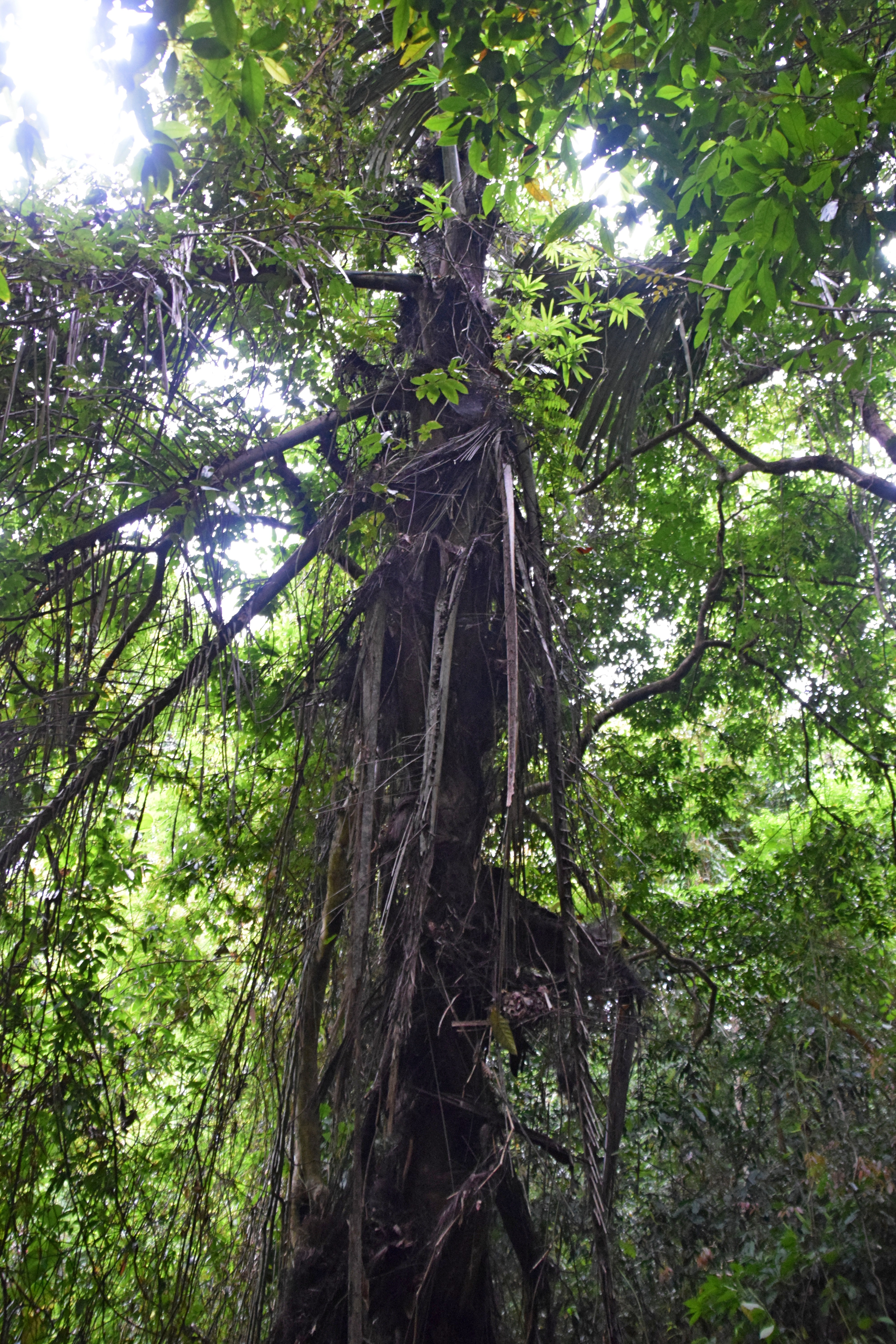
Palmier à sucre arenga pinnata
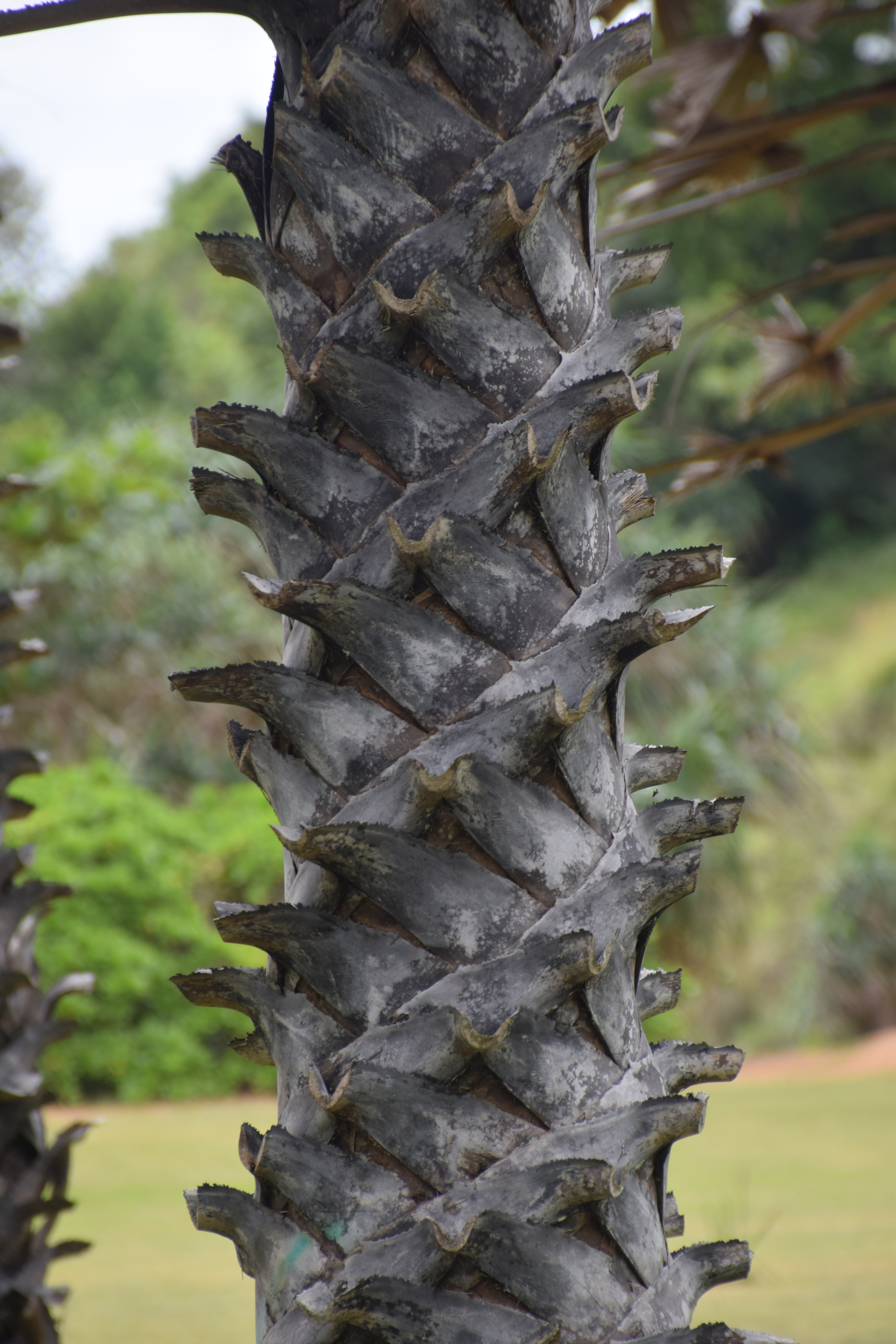
Tronc de palmier de Palmyre
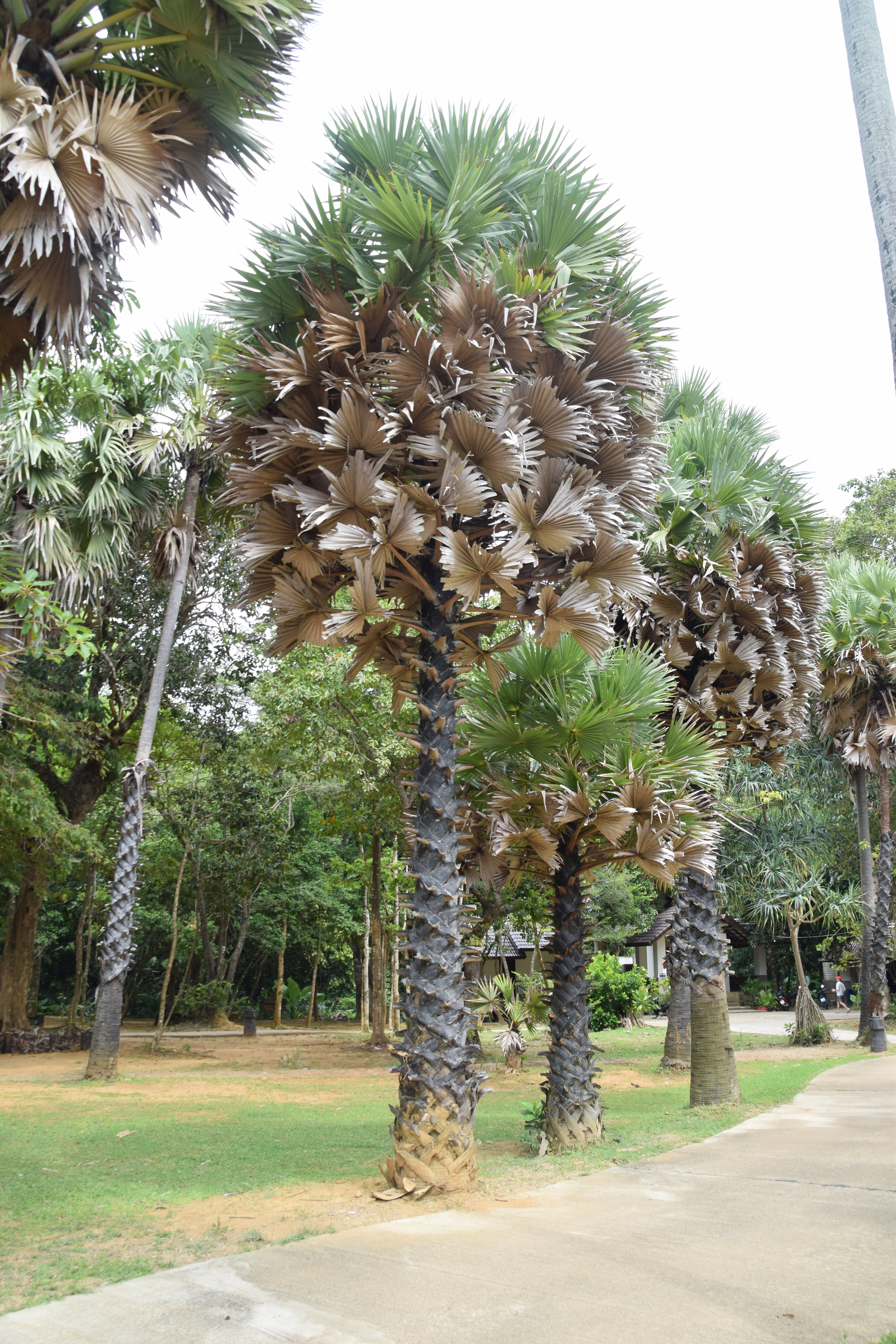
Palmiers de Palmyre
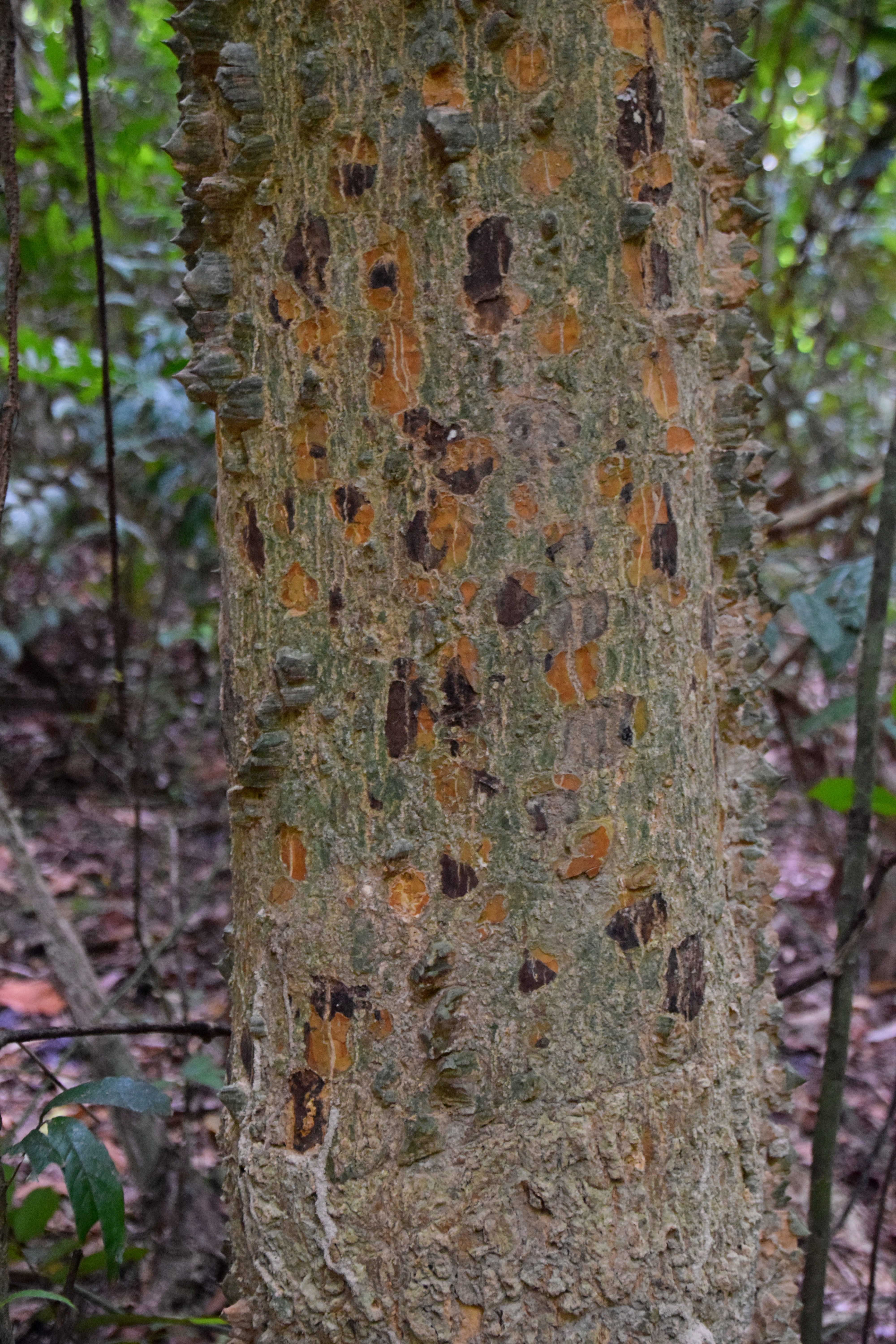
Tronc de faux-poivrier Zanthoxylum rhesta

## Faune
Le parc national de Ko Lanta recense dans son parc quelques centaines d'espèce remarquables.
Dans les îles, il y a une bonne dizaines d'espèces de mammifères, 134 espèces d'oiseaux, une douzaine d'espèces de lézards, 6 espèces de serpents, 5 espèces d'amphibiens, des poissons d'eau douce et d'innombrables insectes et araignées.
Autour des îles, dans la mer, il y a de très nombreuses espèces d'animaux marins.

### Faune terrestre
On[Qui ?] peut voir dans les forêts des îles et îlots des mammifères dont :

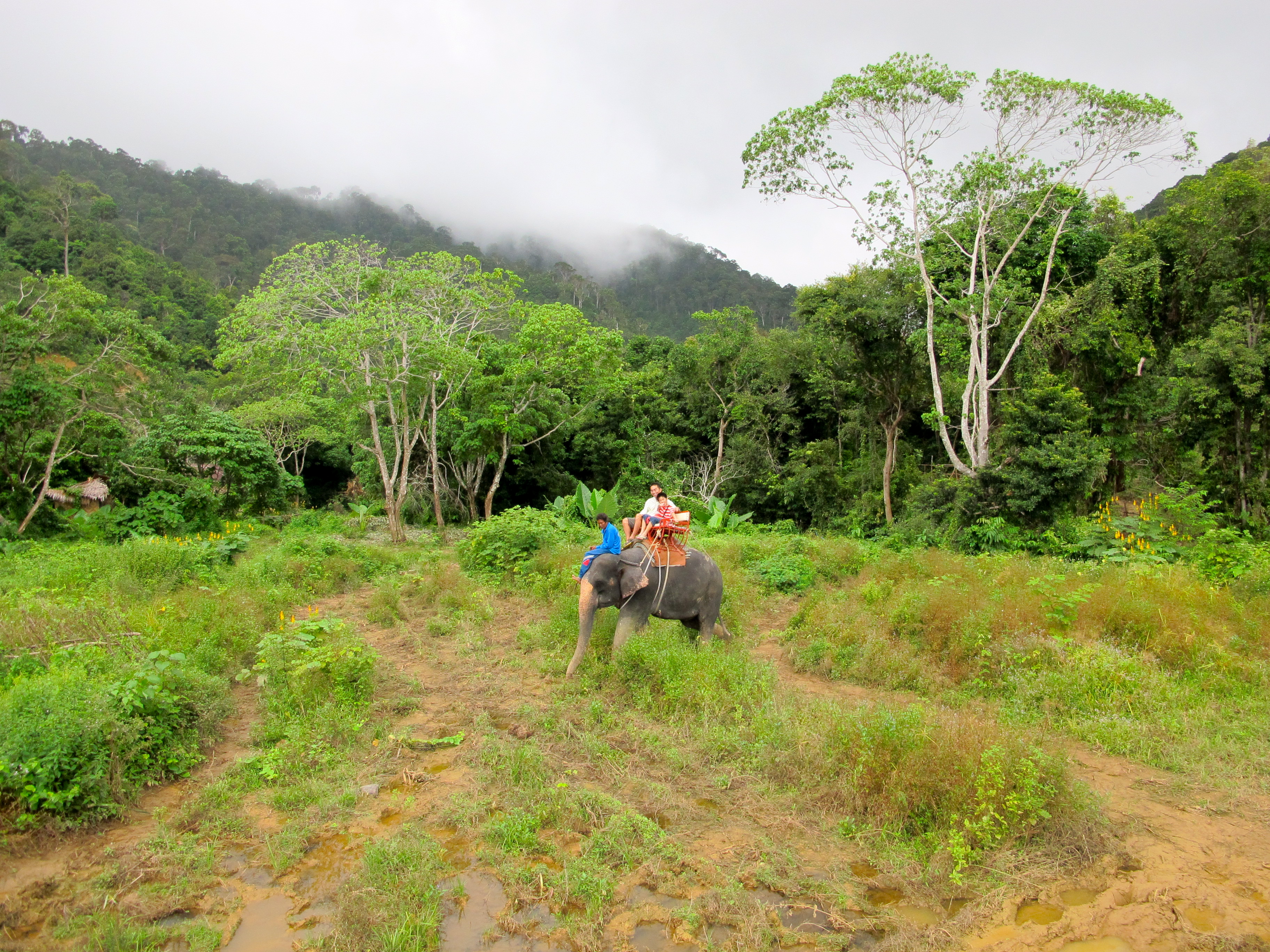

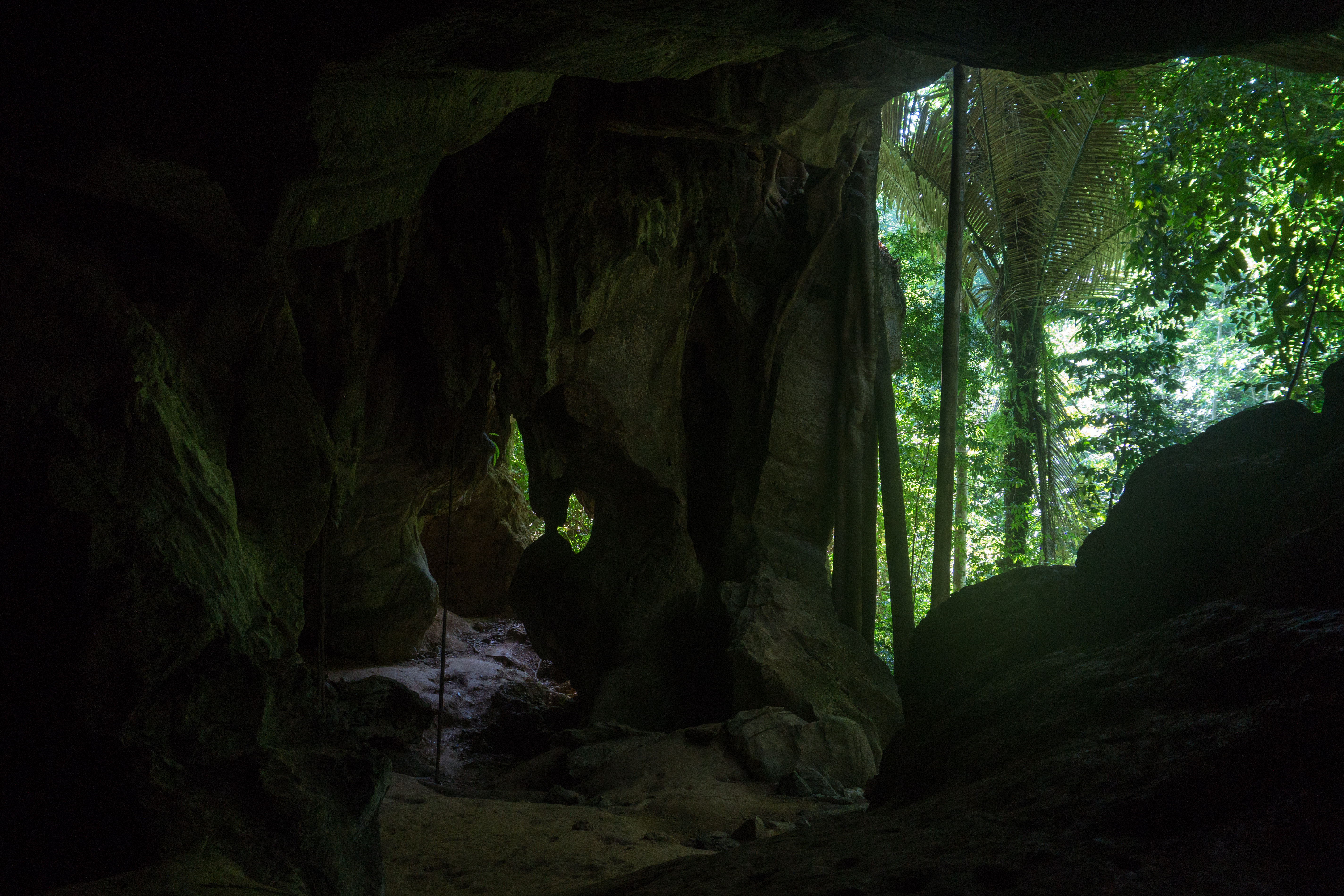
Grotte à Koh Lanta Yai, repaire de chauves-souris

- des cochons sauvages (sangliers) ;
- des primates : macaques crabiers ; semnopithèques obscurs ; loris lents ; lémurs volants galéopithèques de Temninck ;
- des rongeurs dont quelques écureuils, parfois des rats...
- des chauves-souris
- quelques éléphants[6].

On[Qui ?] peut observer une multitude d'oiseaux :
- des moyens et grands échassiers : héron cendré, héron intermédiaire, héron strié ; crabier chinois et crabier malais ; aigrette garzette et aigrette sacrée ; blongios cannelle ;
- des rapaces diurnes : pygargue blagre ou aigle pêcheur d'Asie, milan sacré et bondrée orientale ;
- des pigeons et apparentés : nicobar à camail ; colombine turvert ; pigeon domestique et pigeon marron ; carpophage pauline et carpophage blanc ; tourterelle géopélie zébrée et tourterelle tigrine ; colombar giouanne ;
- des sternes : sterne bridée, sterne huppée, sterne naine, hirondelle de mer ou goélette (sterne pierregarin) et sterne voyageuse ;
- des martins-pêcheurs et martins-chasseurs : martin-pêcheur d'Europe ; martin-chasseur à coiffe noire, martin-chasseur à collier blanc et martin-chasseur de Smyrne ;
- des coucous et apparentés : petit coucal et grand coucal ; coucou à ailes courtes, coucou à collier, coucou koël et coucou surnicou ou coucou drongo ; malcoha à ventre roux et grand malcoha ;
- des passereaux muscicapidae : arrenga siffleur ; gobemouche brun ; monticole merle-bleu ; shama à croupion blanc ou merle shama et shama dayal etc.

Il y a aussi de nombreux lézards :
- des geckos tokay
- et des geckos Hemidactylus platyurus ;
- des lézards volants (dragons volants) draco blanfordii, draco maculatus, draco sumatranus et draco taeniopterus ;
- des agames galéotes emma et galéotes arlequin ;
- des scinques Eutropis multifasciata ;
- des varans malais et des varans nébuleux ;

Il y existe aussi des serpents : des trimeresurus purpureomaculatus, des trimeresurus sabahi et des vipères des temples (tropidolaemus wagleri) ; des couleuvres volantes ou serpents volants ; des Lycodons capucinus ; et des pythons réticulés ;

### Faune marine
Le fond de la mer d'Andaman nous fait admirer une très grande biodiversité de coraux durs tels les coraux bulles et les coraux corne de cerf acropora, des coraux durs ou mous tels les alcyonacea et les gorgones (appelées aussi coraux cornés) et des coraux mous comme les nephtheidae ; d'anémones de mer, d'éponges et d'ascidies .

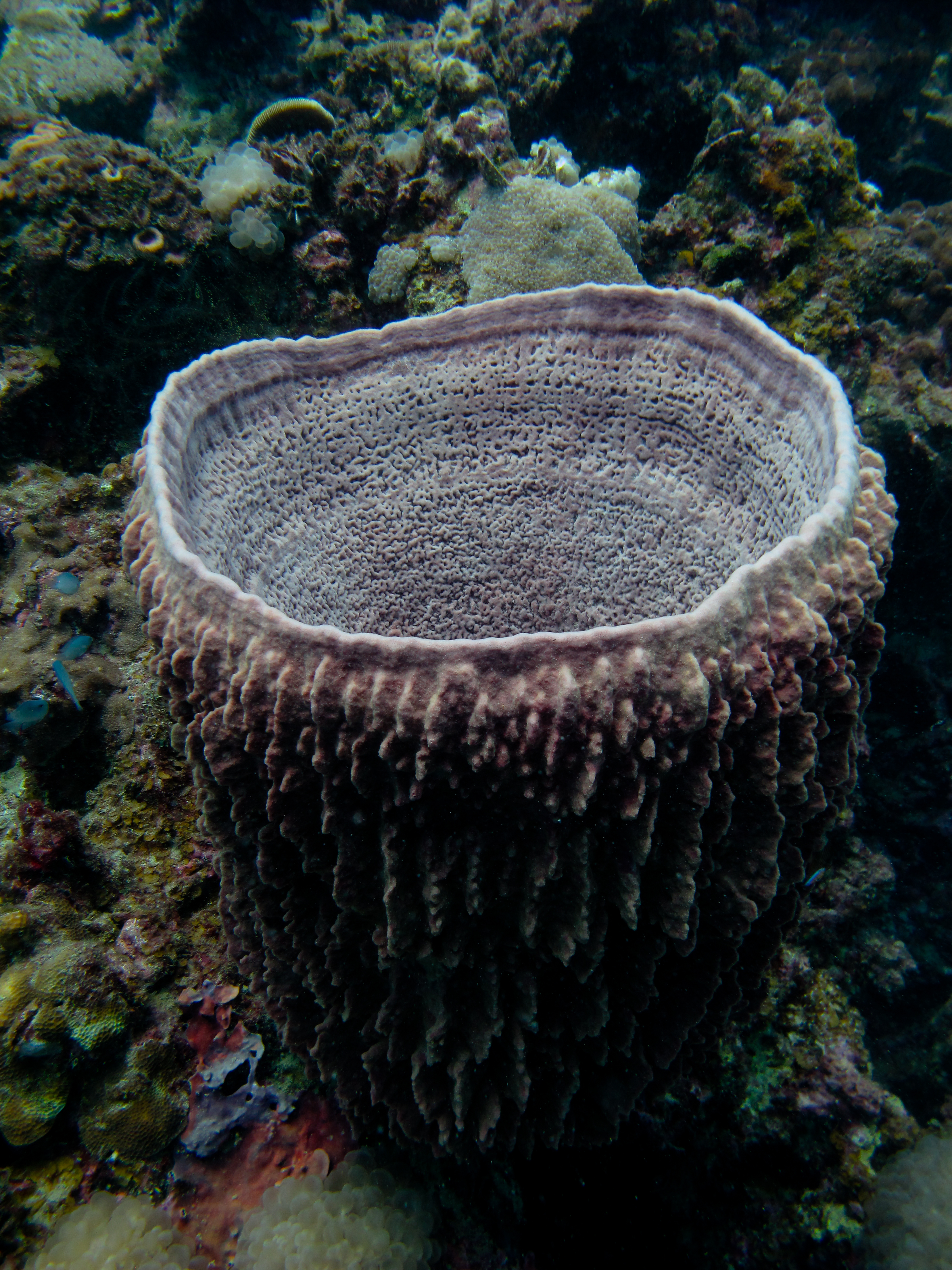
Corail
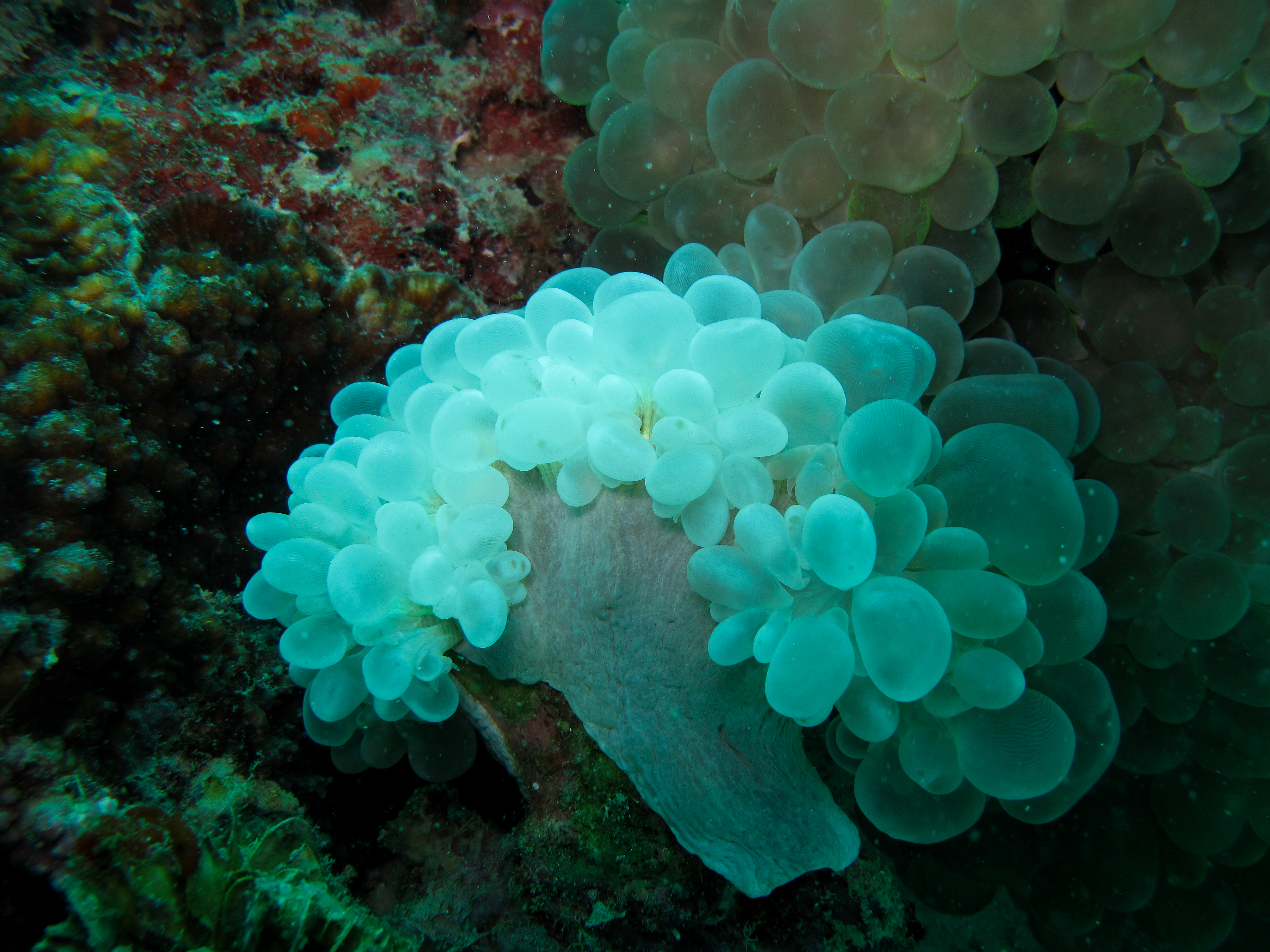
Corail bulles (corail dur)
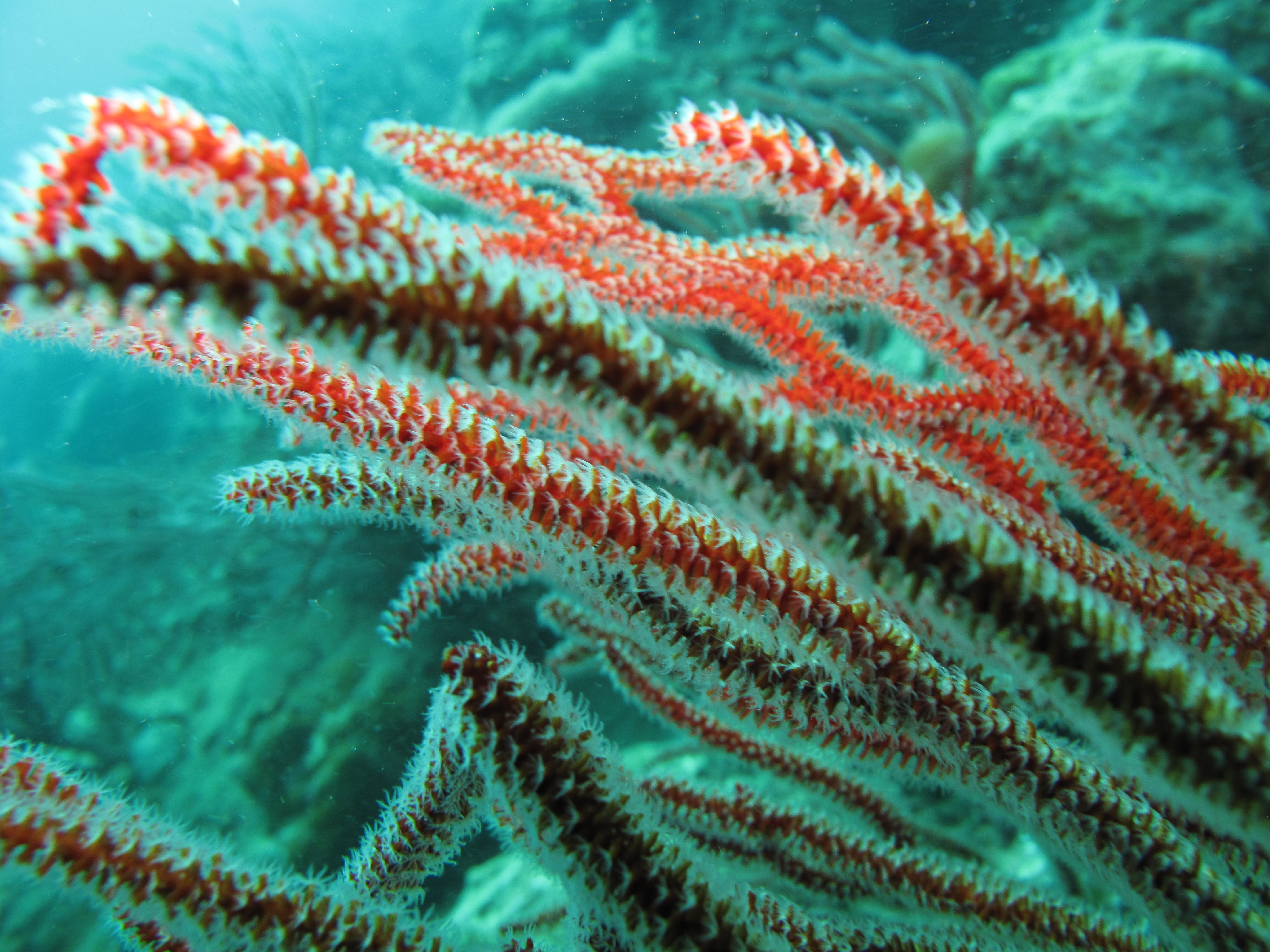
Corail (mou ou dur) alcyonacea
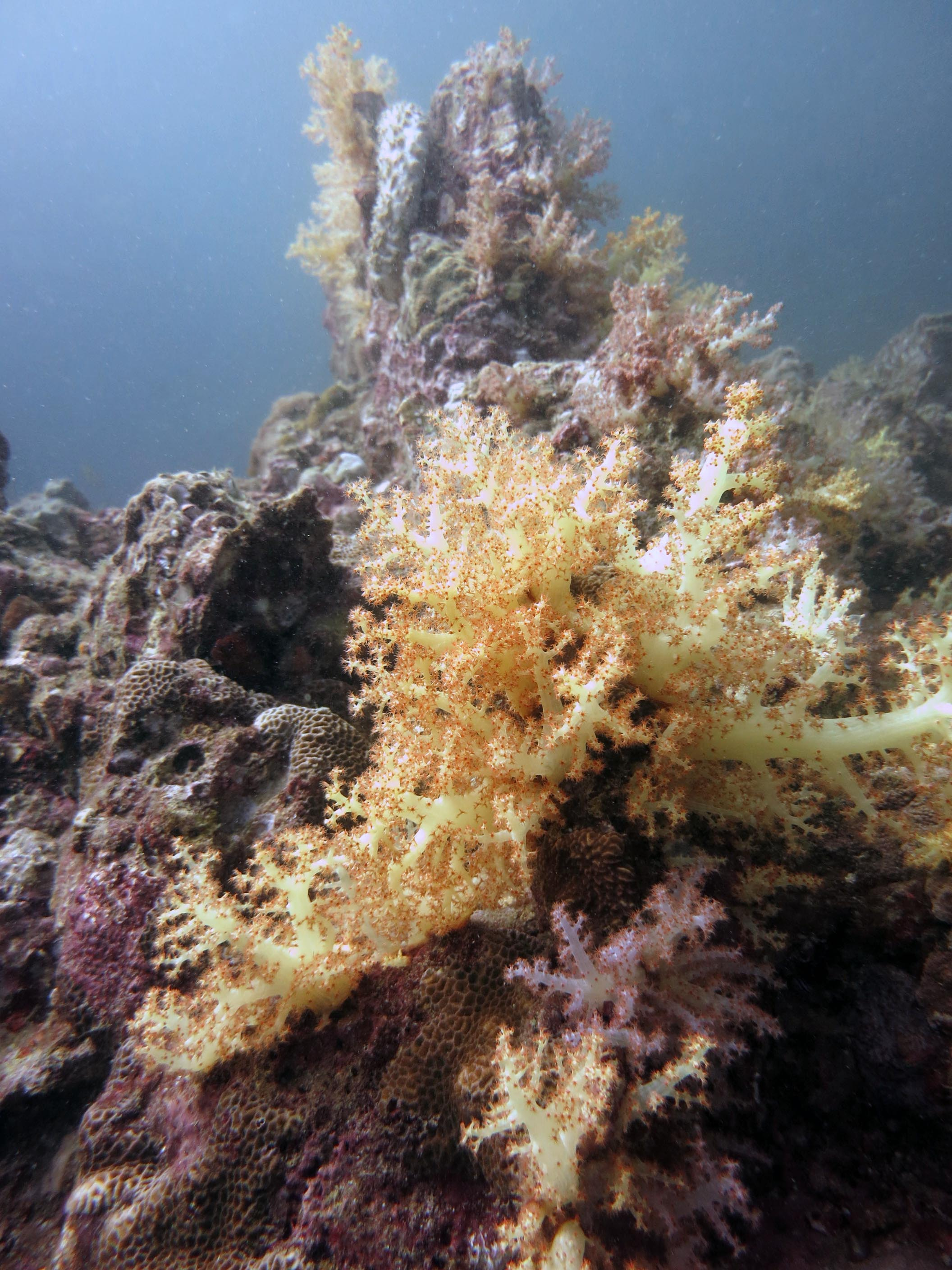
Corail mou jaune nephteidae
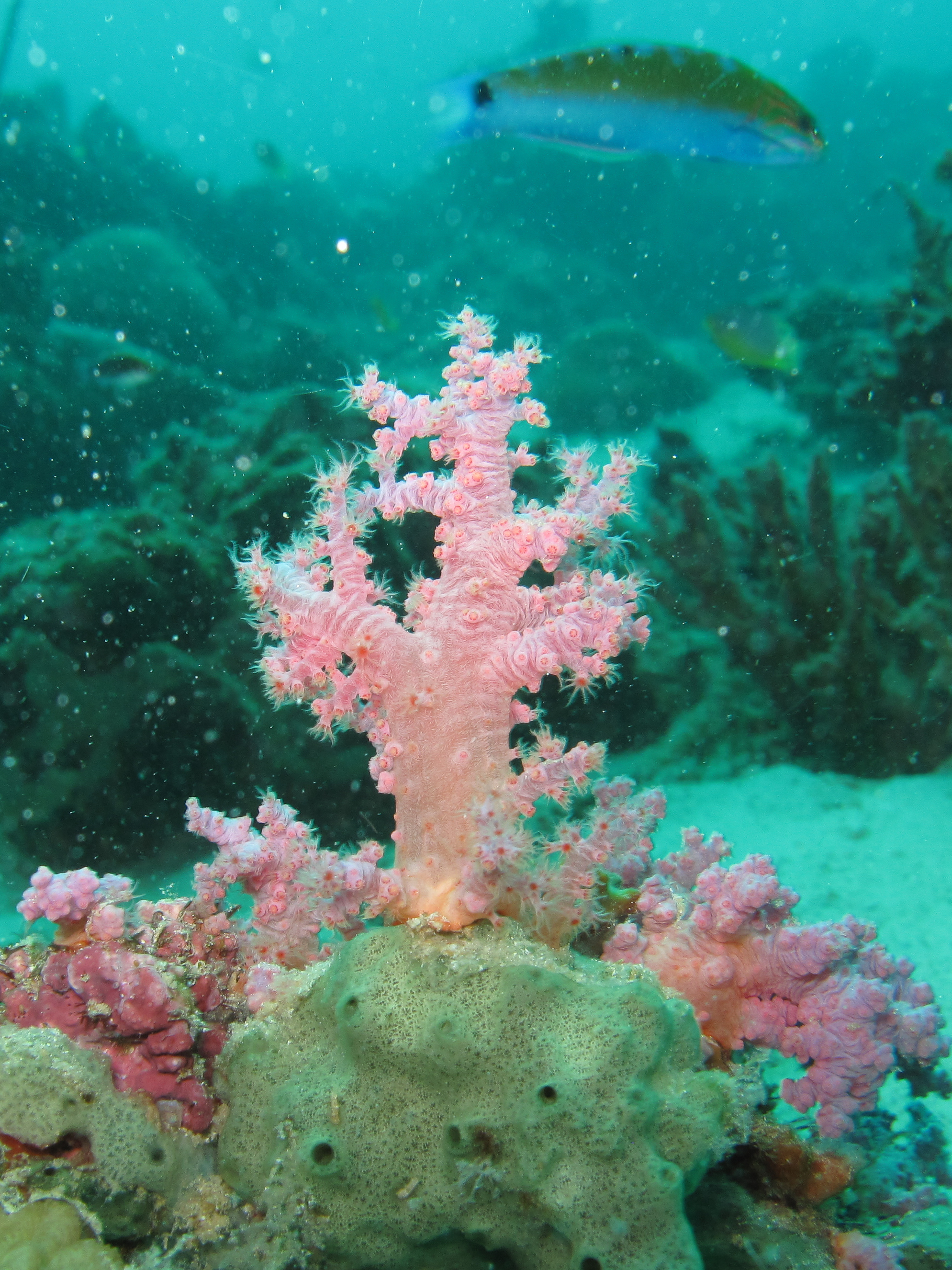
Corail mou rose nephteidae
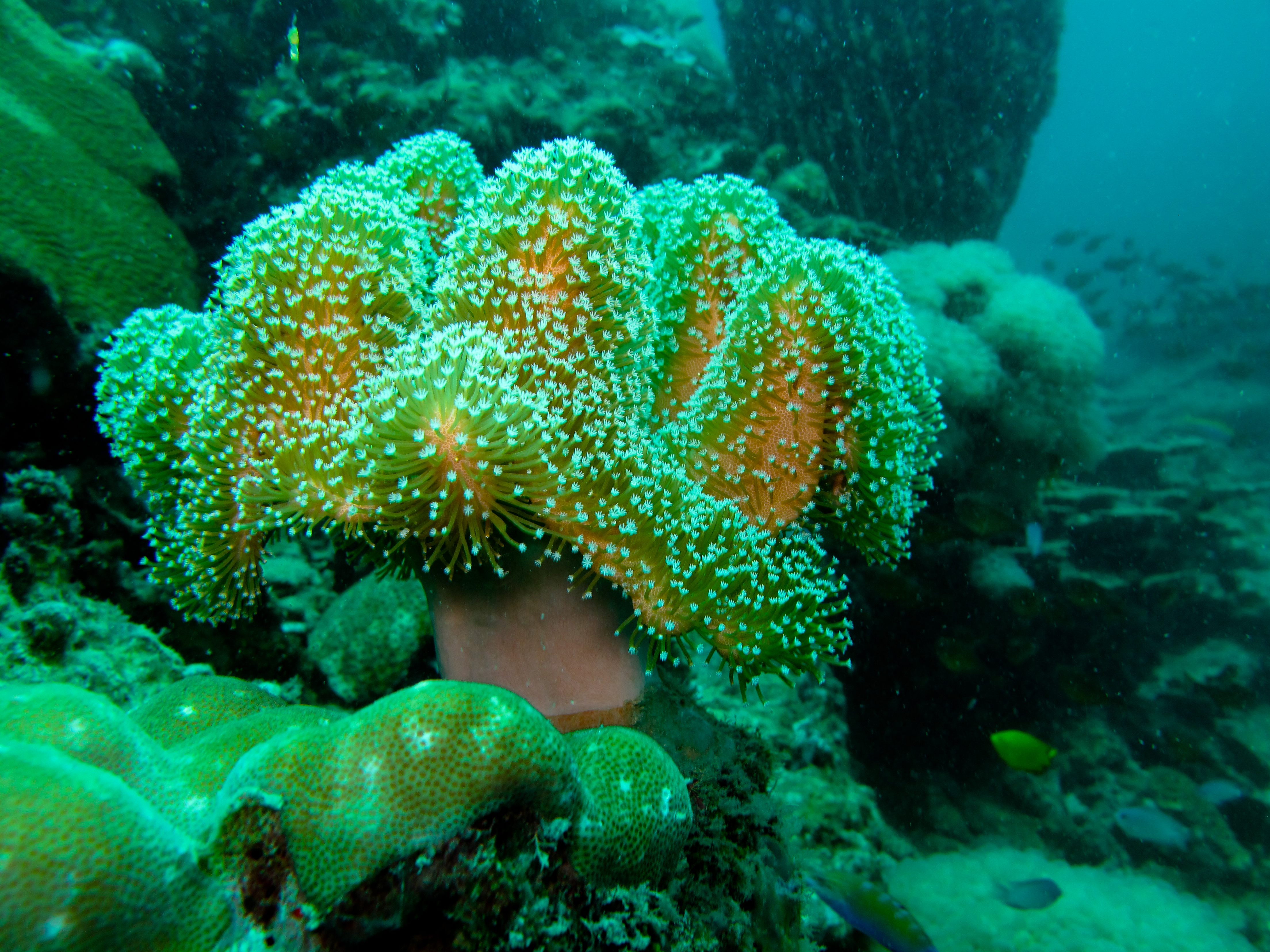
Anémone de mer ou corail ?

On[Qui ?] voit aussi des comatules, des coussins de belle-mère, des étoiles de mer bleues, des oursins-diadème de l'Indo-Pacifique et des oursins-diadème de Savigny ; des bénitiers géants, le plus grand coquillage de la planète ; des vers sapins de Noël ; des crabes porcelaine (neopetrolisthes maculatus), des grandes crevettes nettoyeuses, des limaces de mer, des concombres de mer, des seiches...

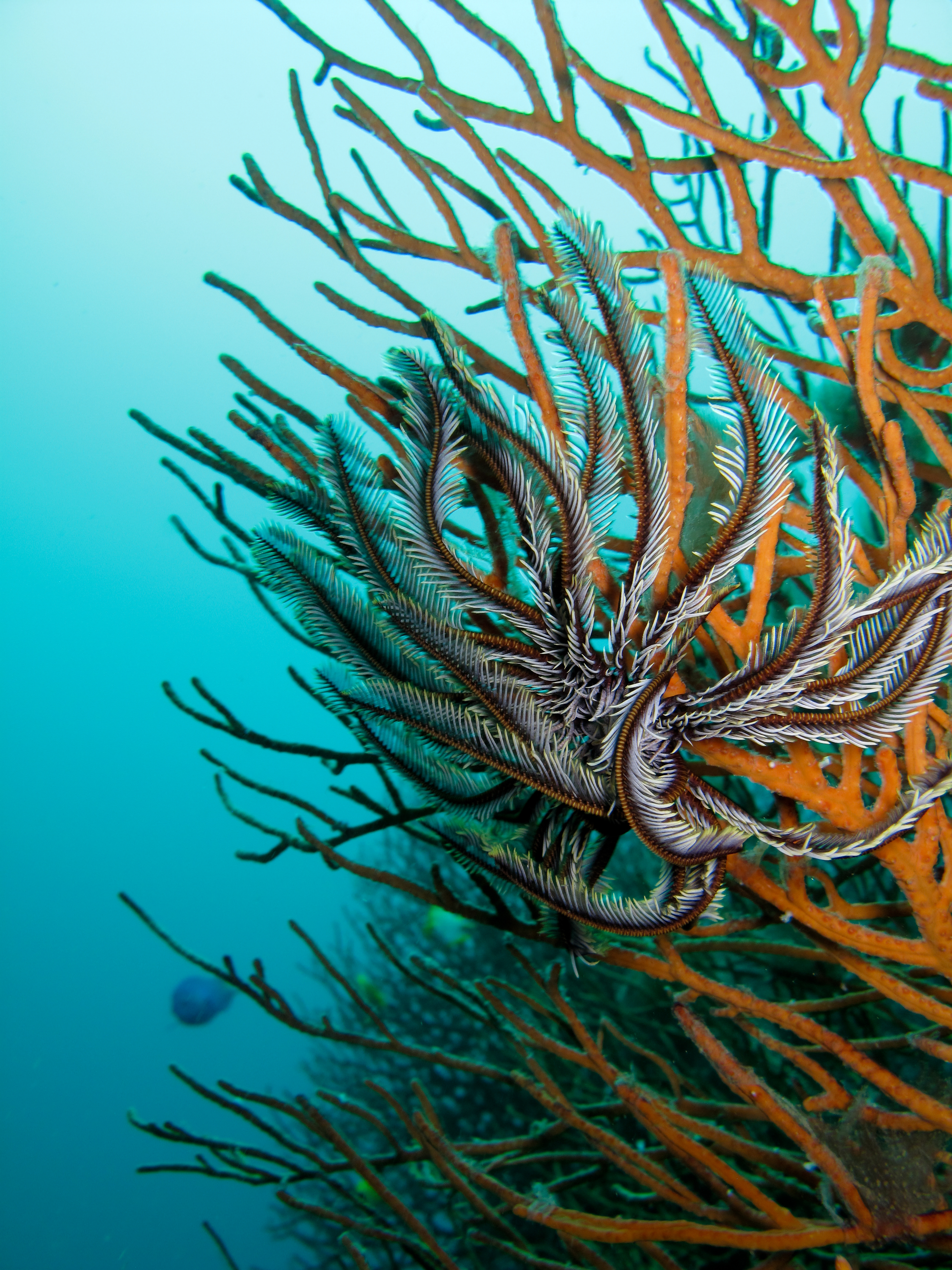
Comatule dans des coraux
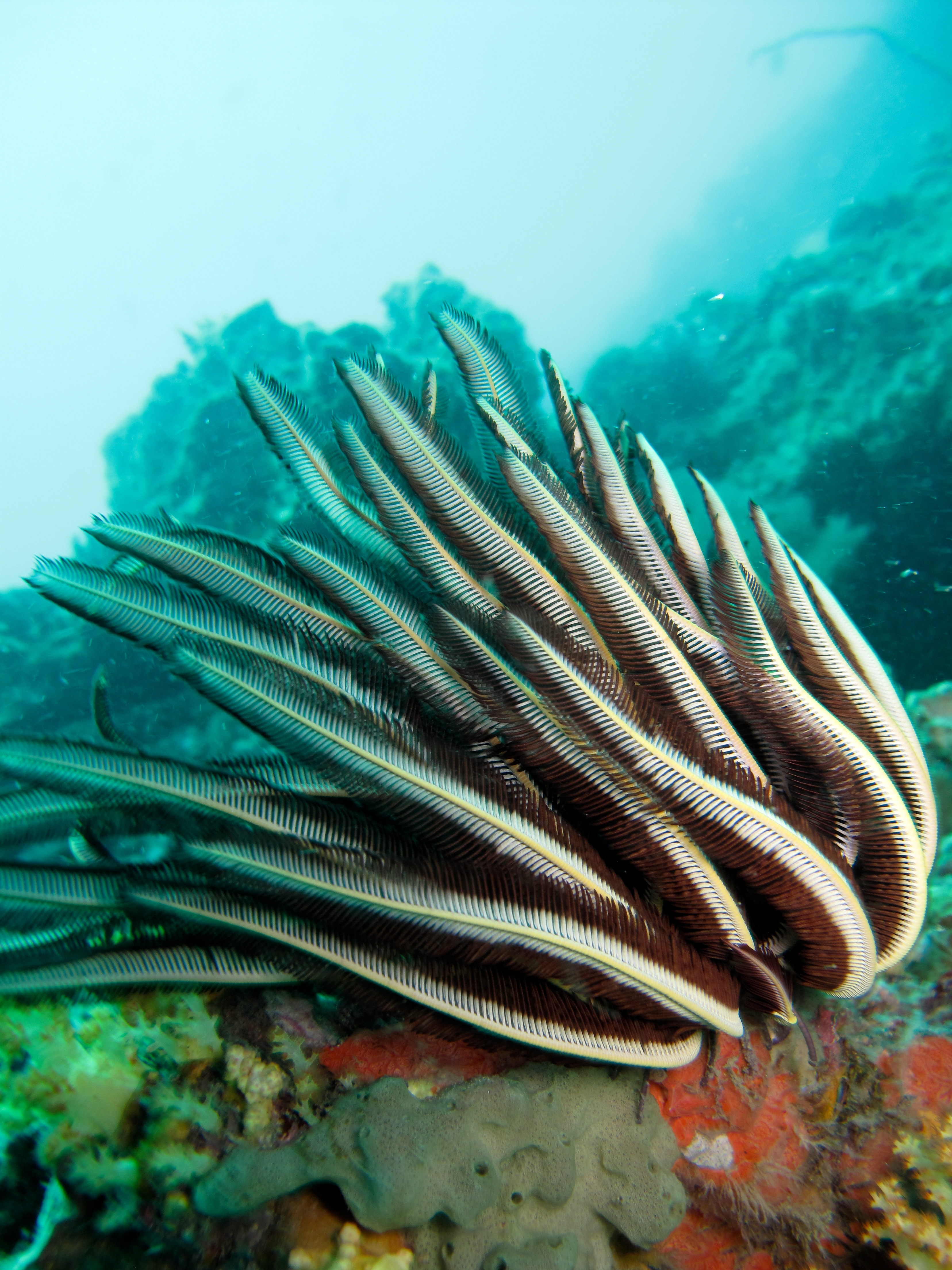
Comatule
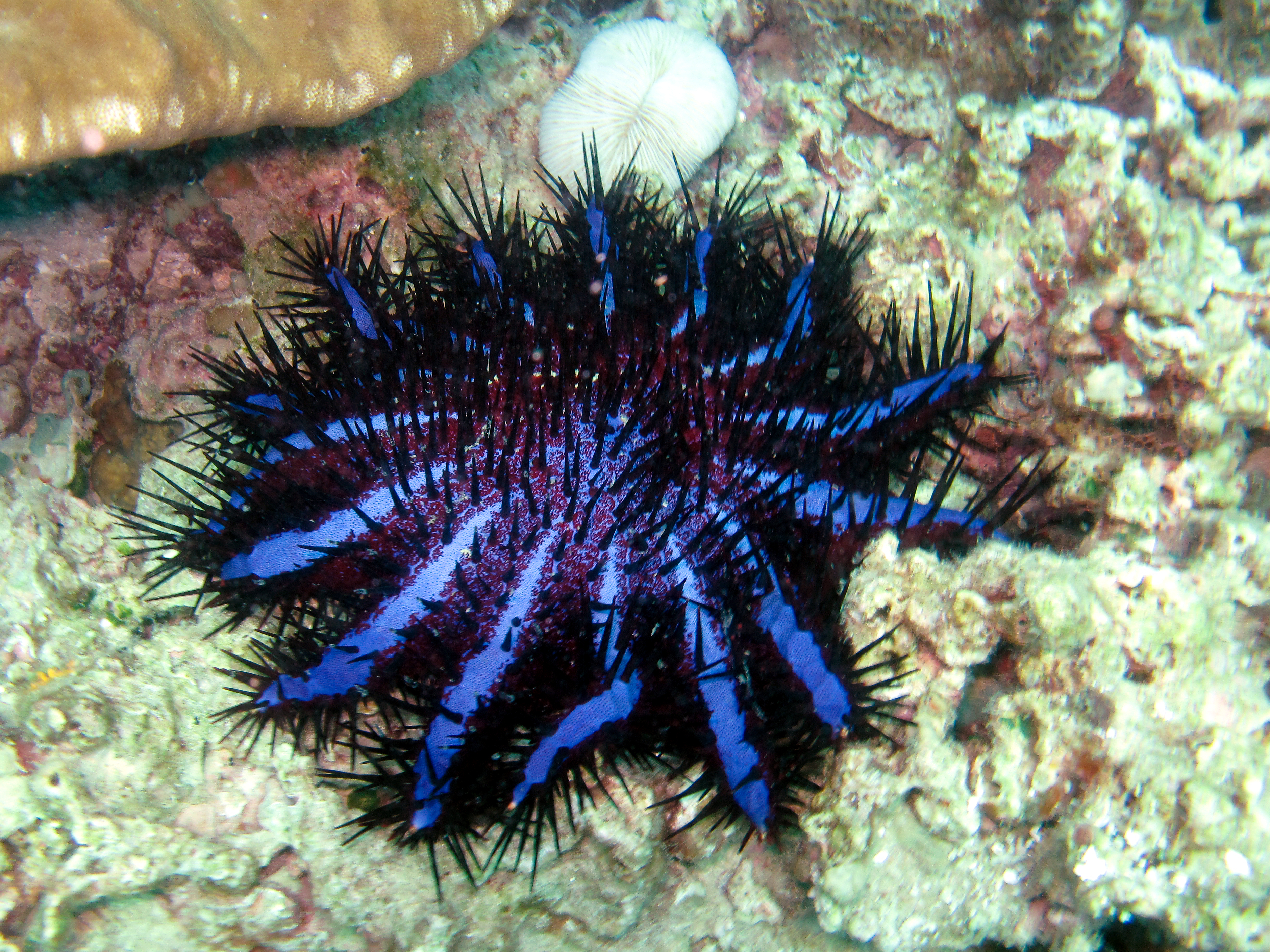
Coussin de belle-mère
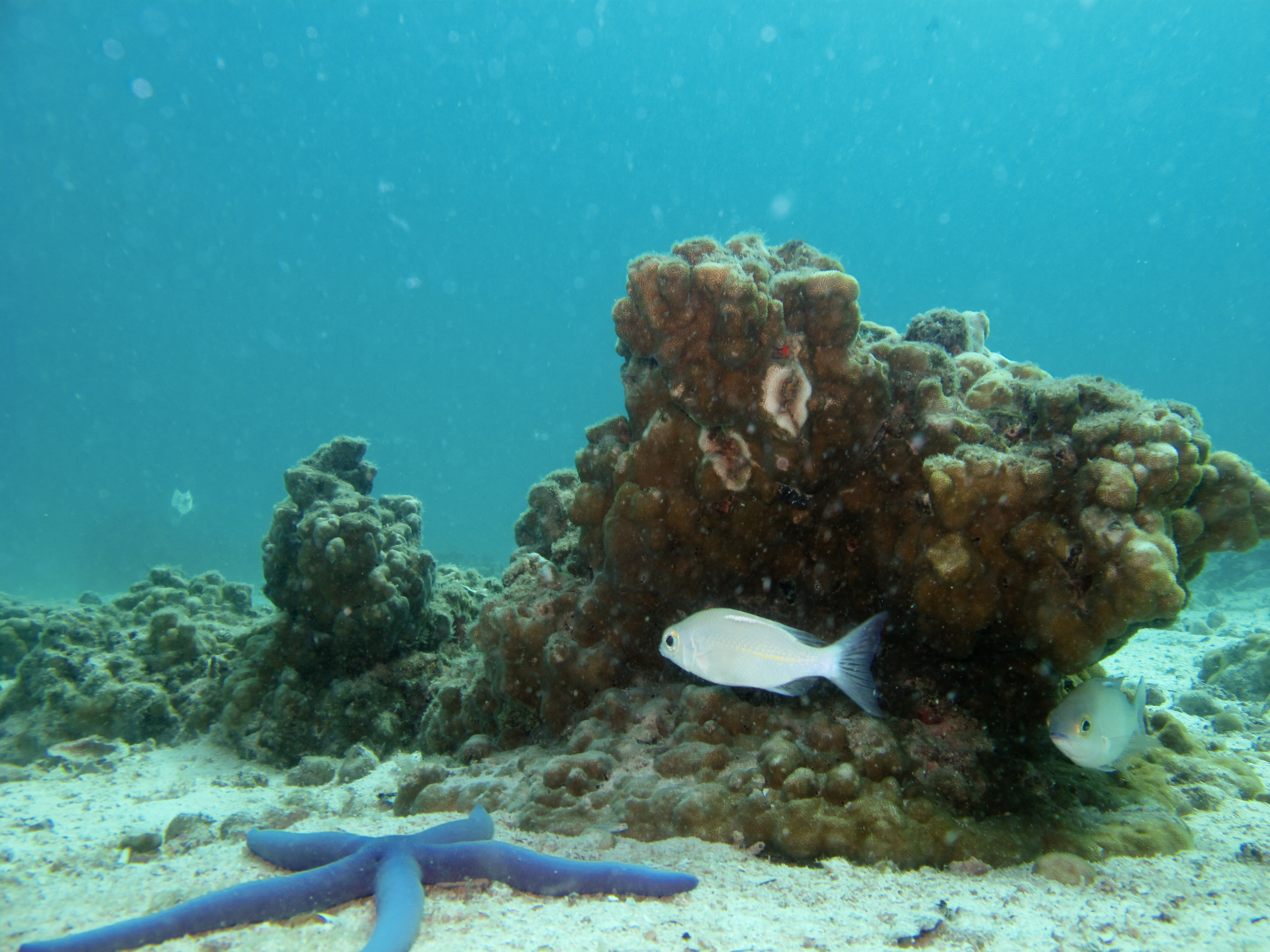
Étoile de mer bleue
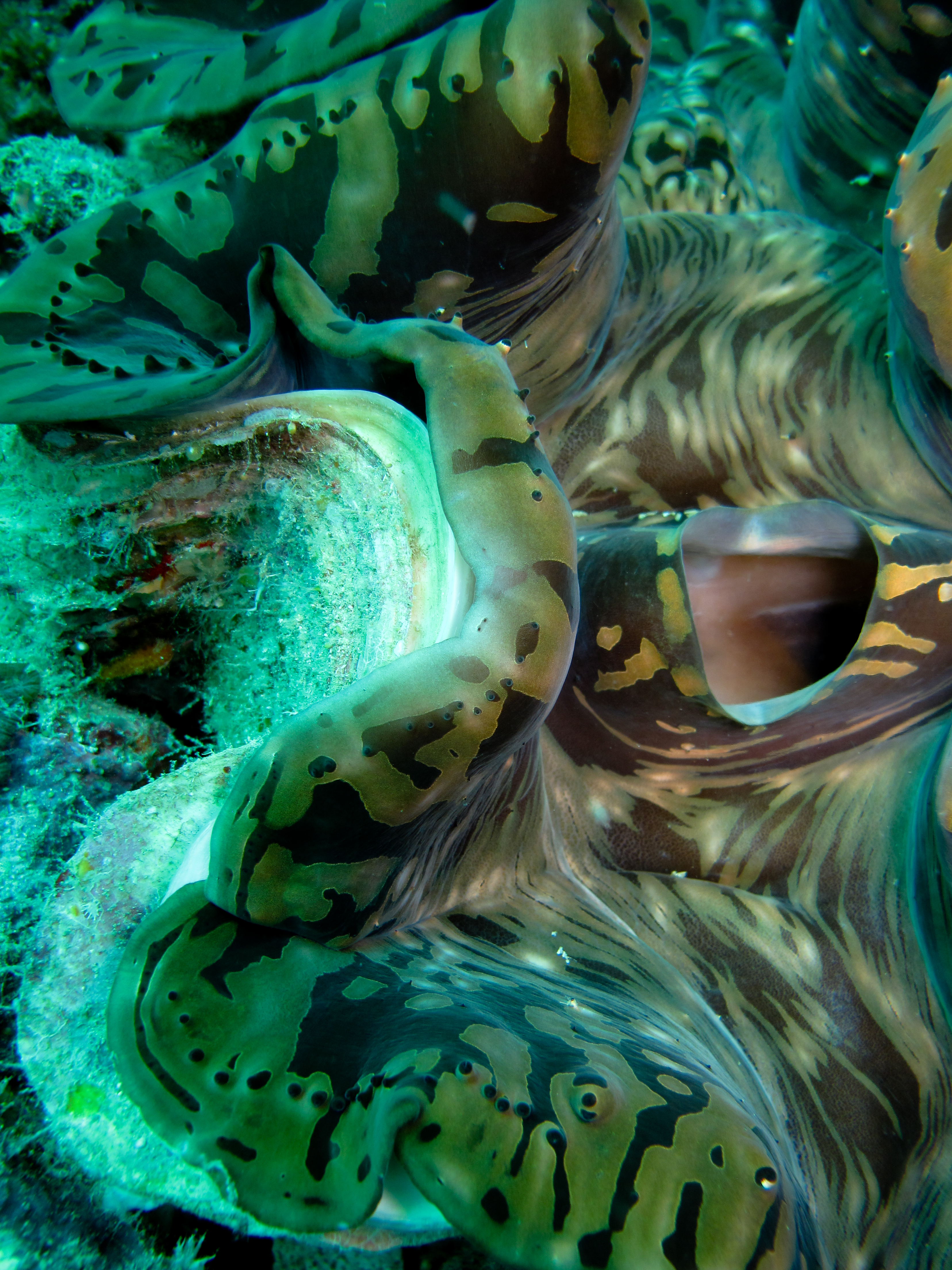
Bénitier géant
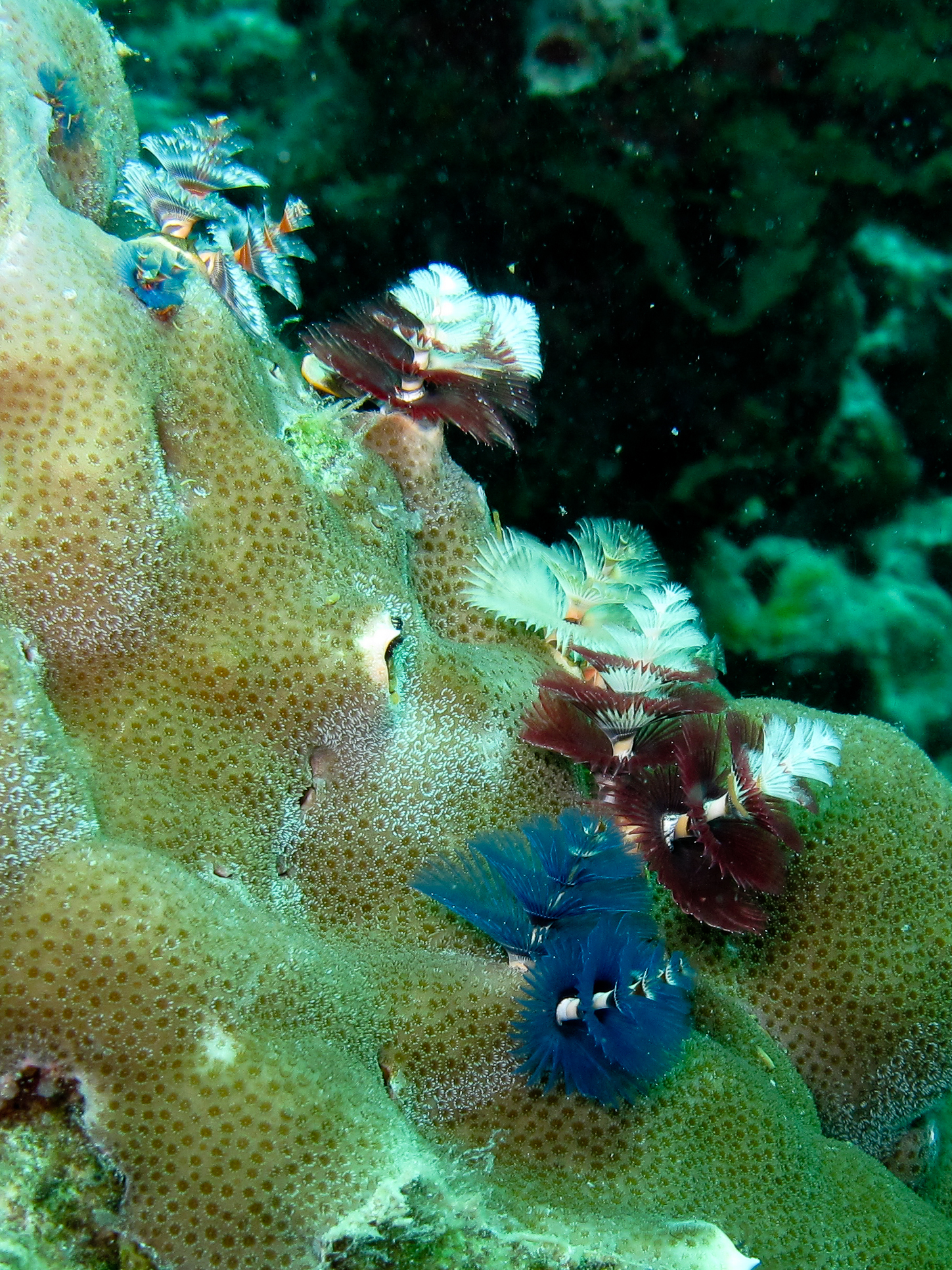
Vers-arbres de Noël bleus, rouges et blancs
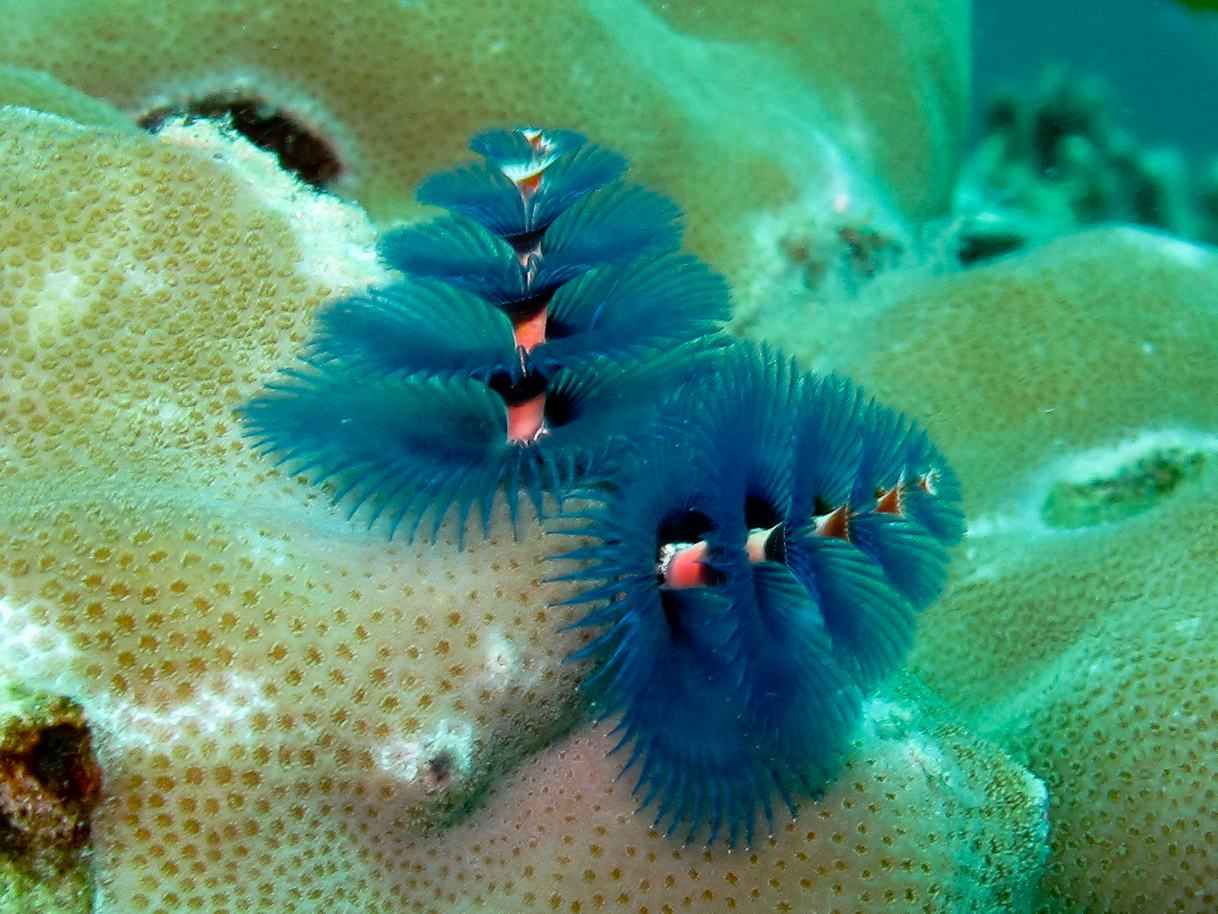
Spirobranches-arbres de Noël associés avec un corail
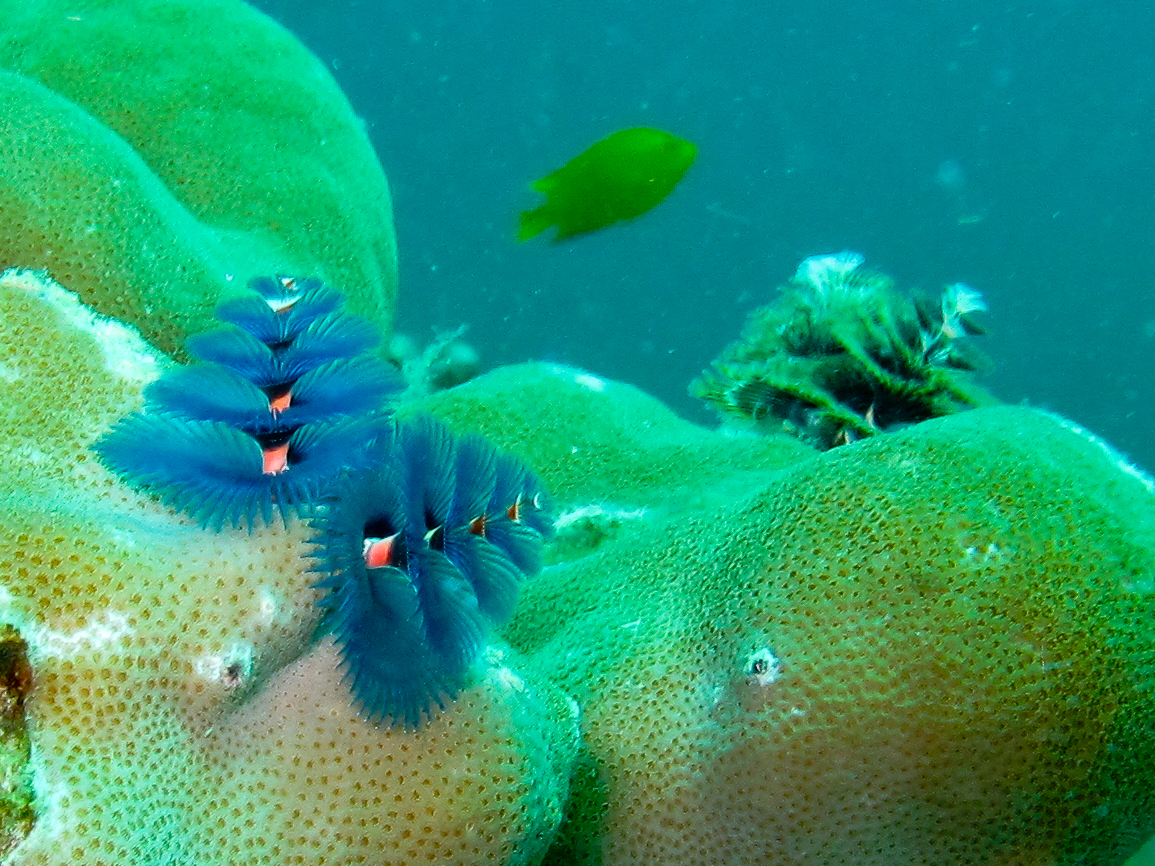
Vers-sapins de Noël bleus
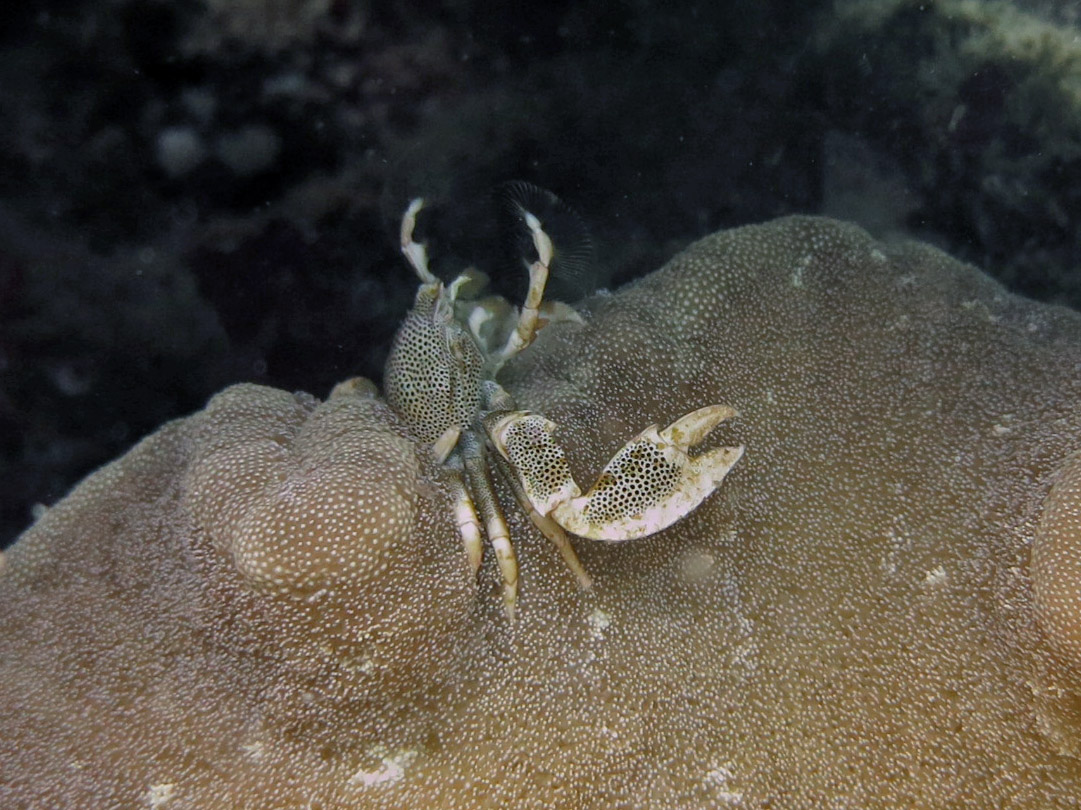
Crabe porcelaine neopetrolisthes maculatus
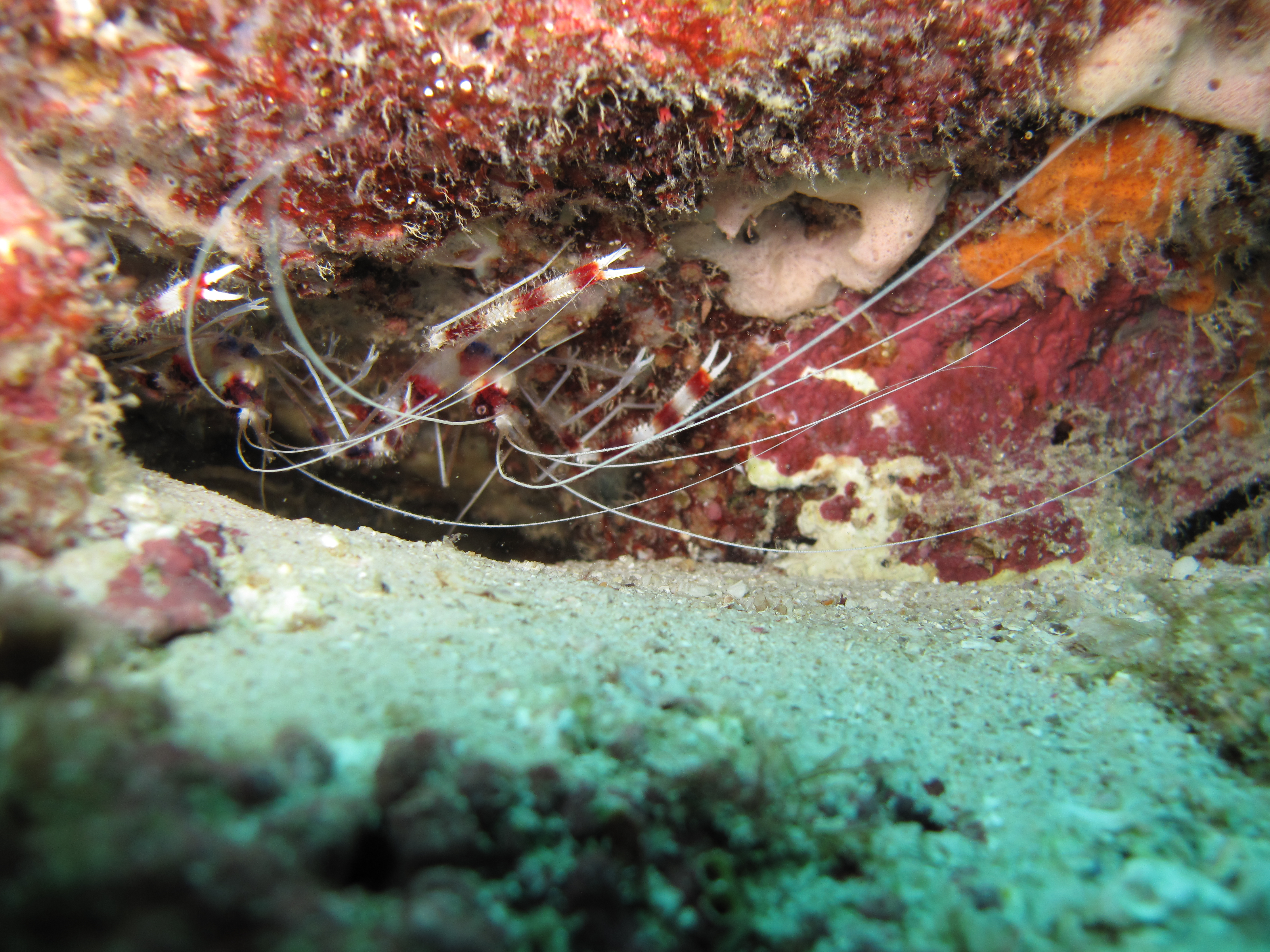
Grande crevette nettoyeuse
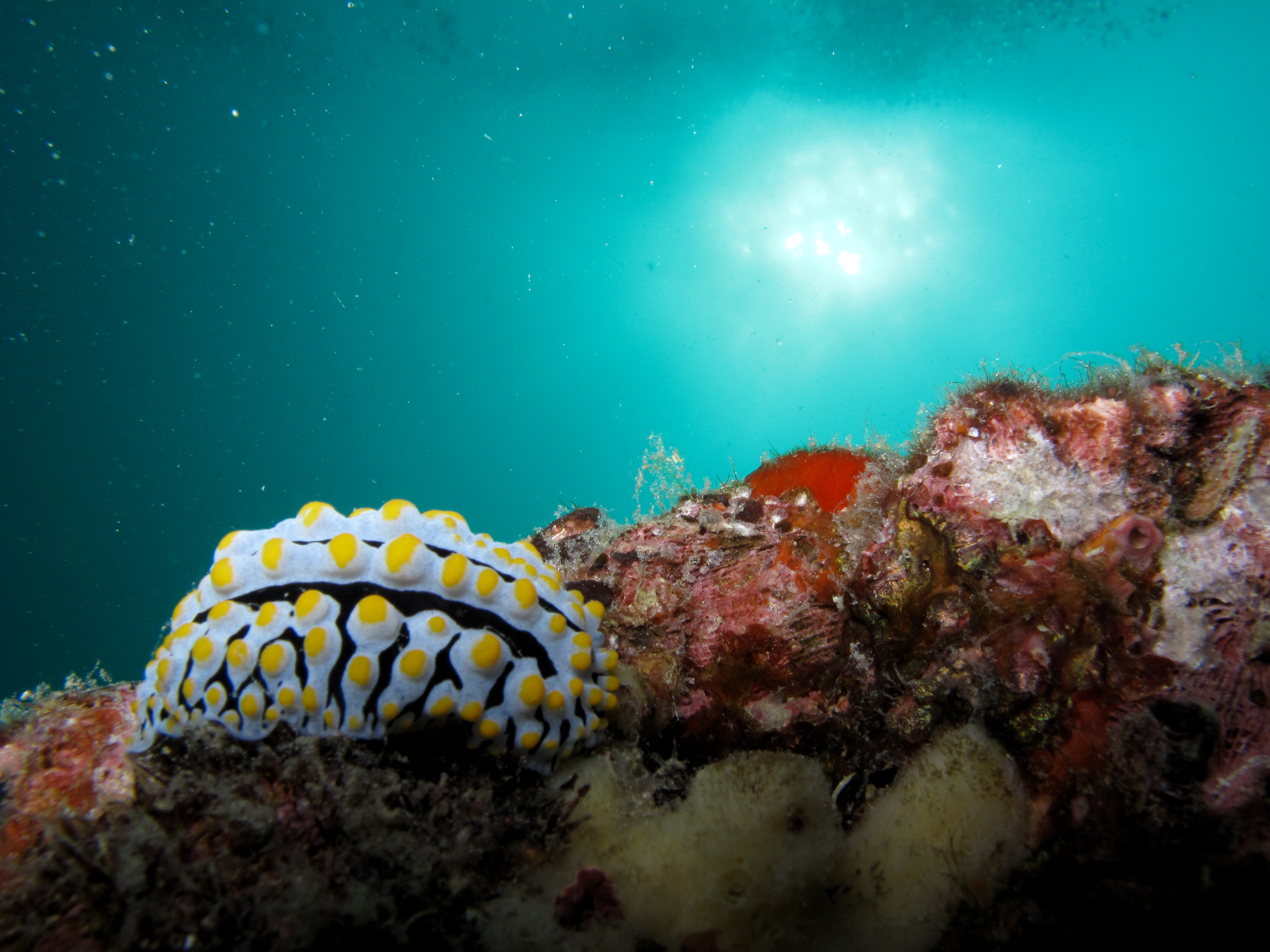
Limace de mer (nudibranche)
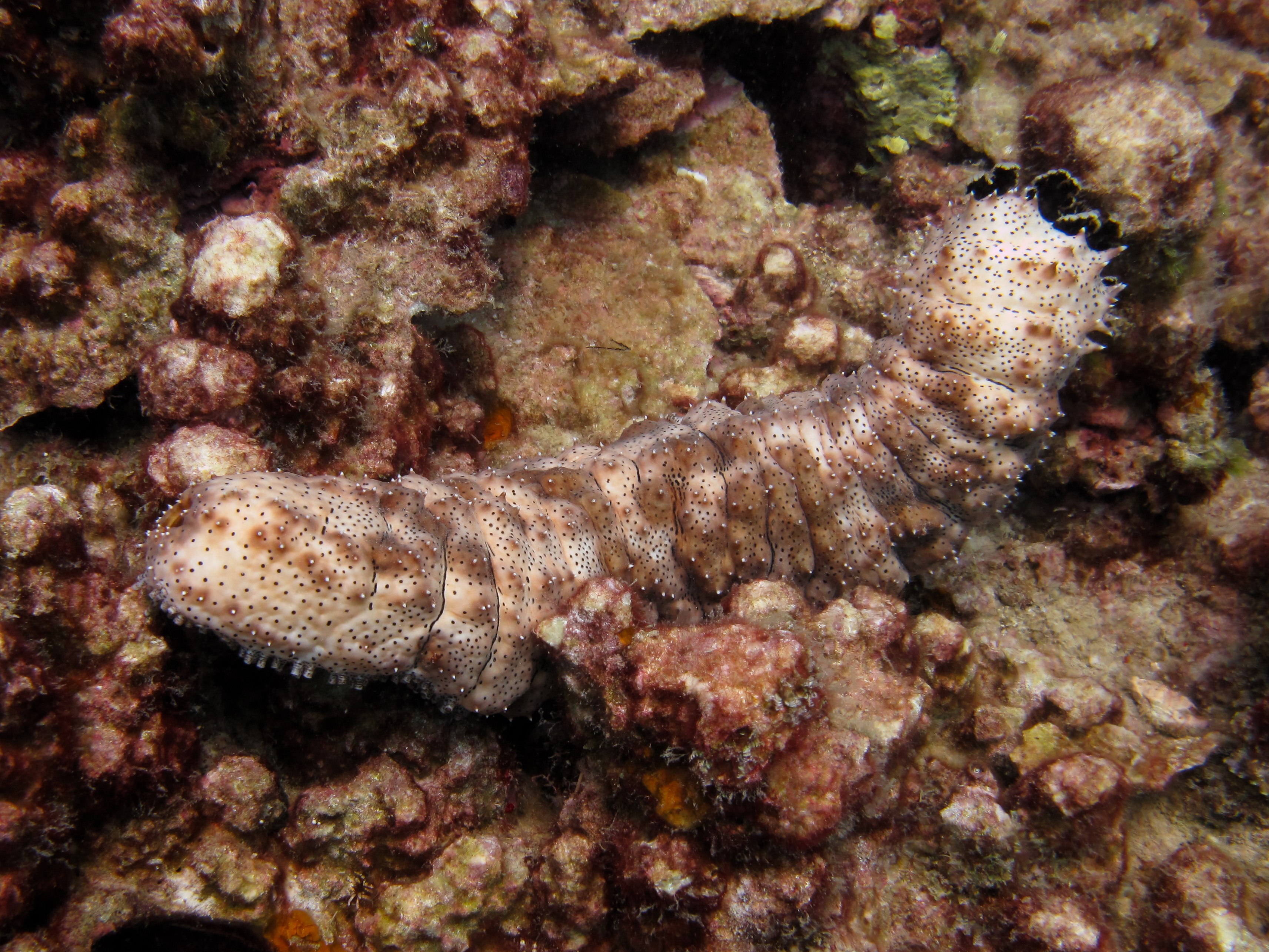
Concombre de mer
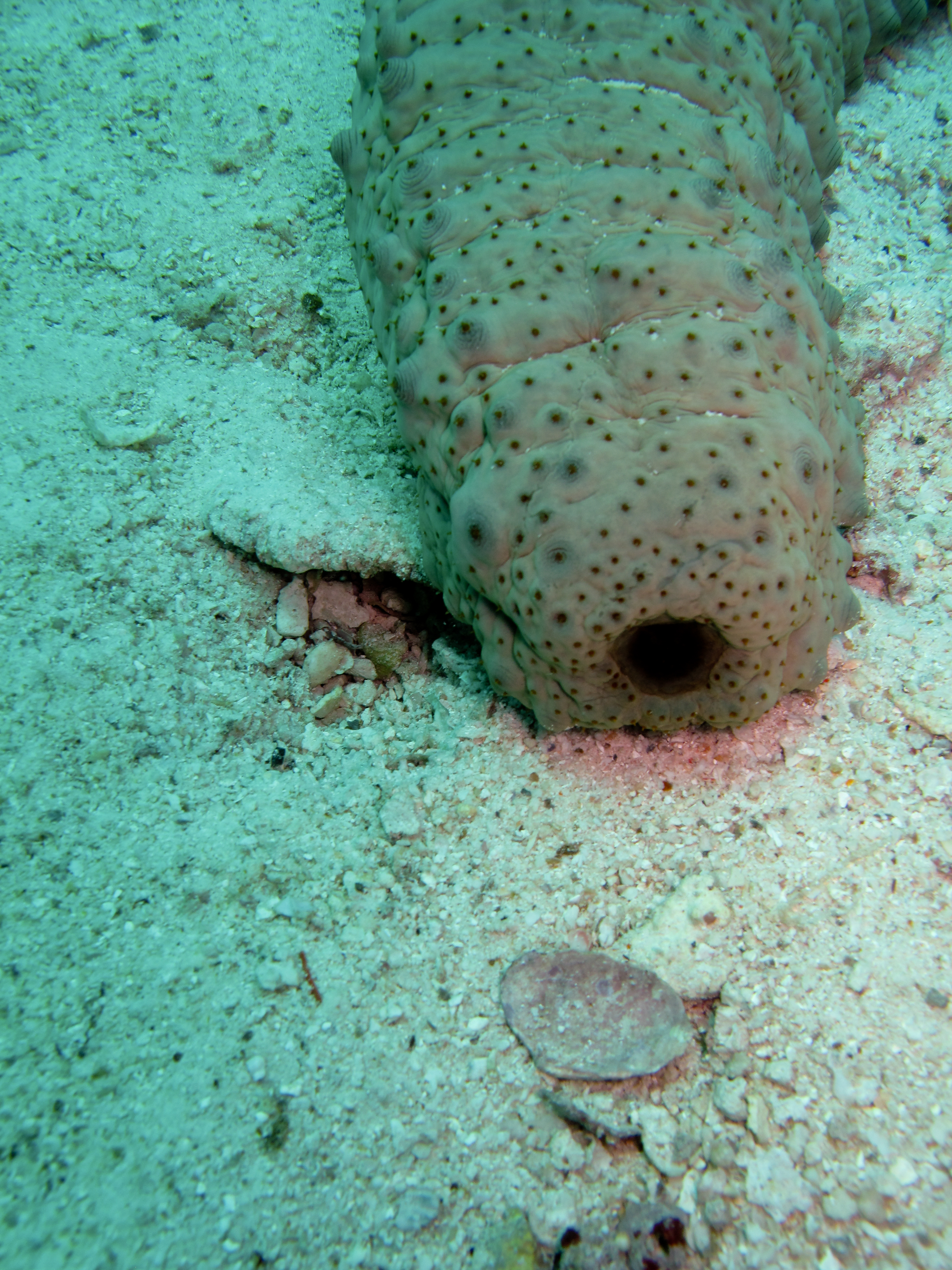
Concombre de mer
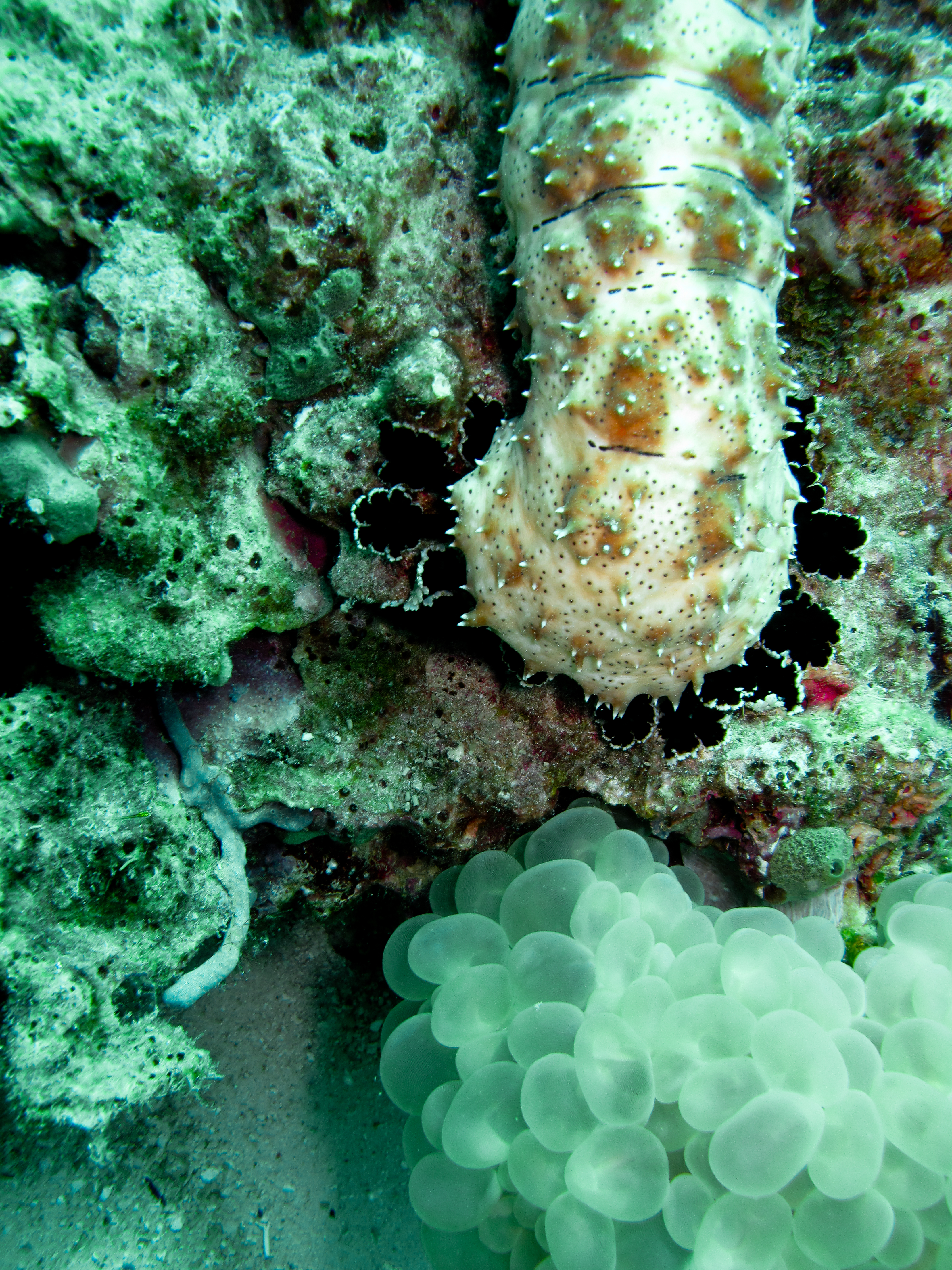
Concombre de mer et corail bulles
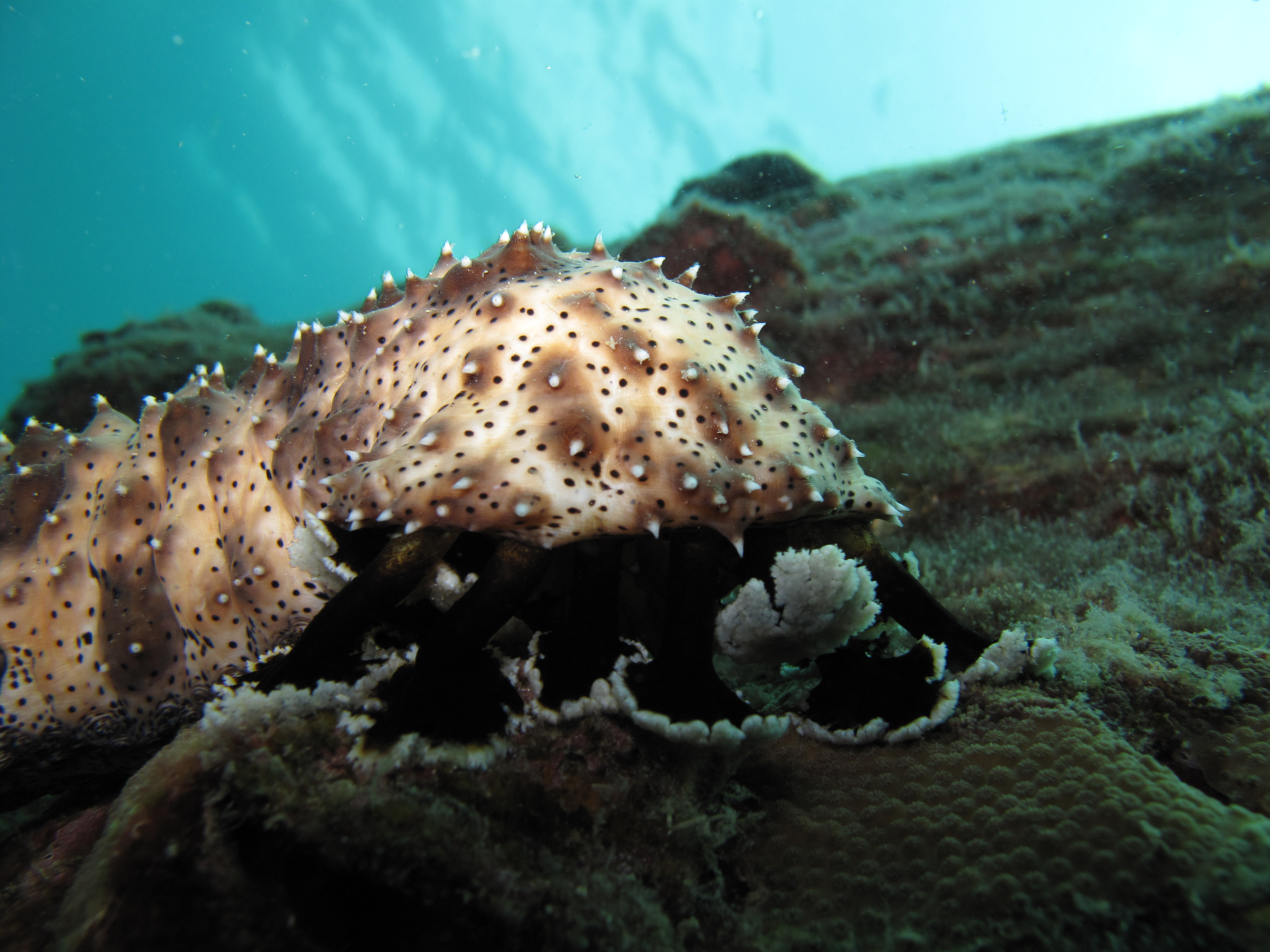
Concombre de mer
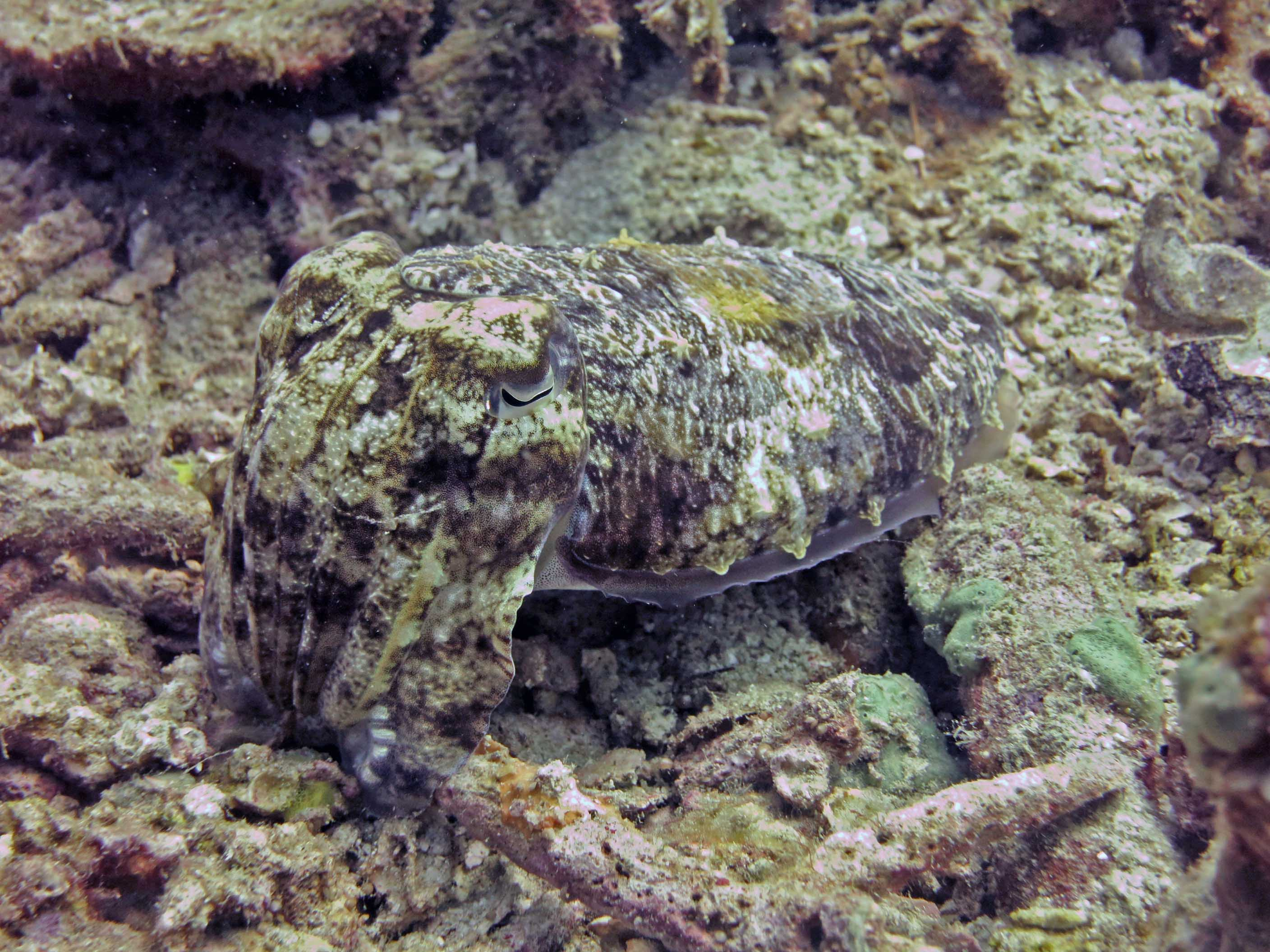
Seiche

## Problèmes écologiques
Un début de déforestation et les déchets des ménages et des touristes sont deux des menaces qui nuisent à la bonne protection de la biodiversité du parc national de Ko Lanta.